# 鳥居

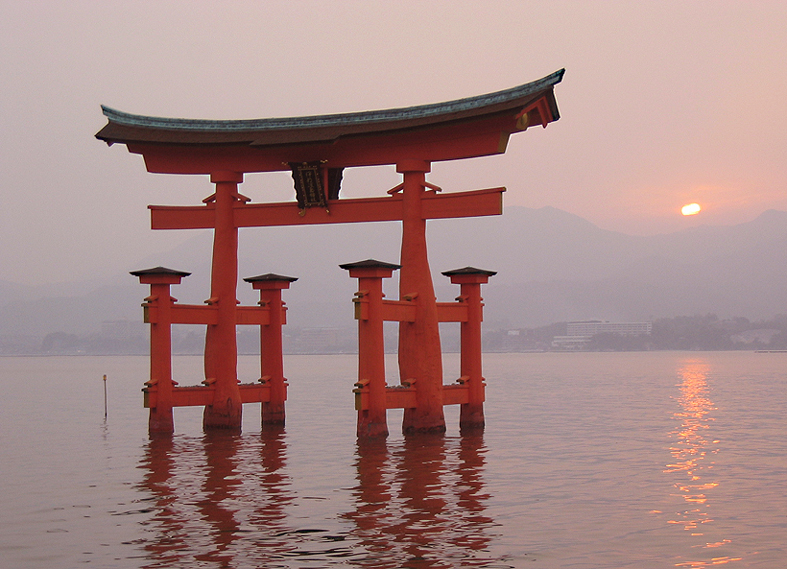
厳島神社の大鳥居（広島県廿日市市）

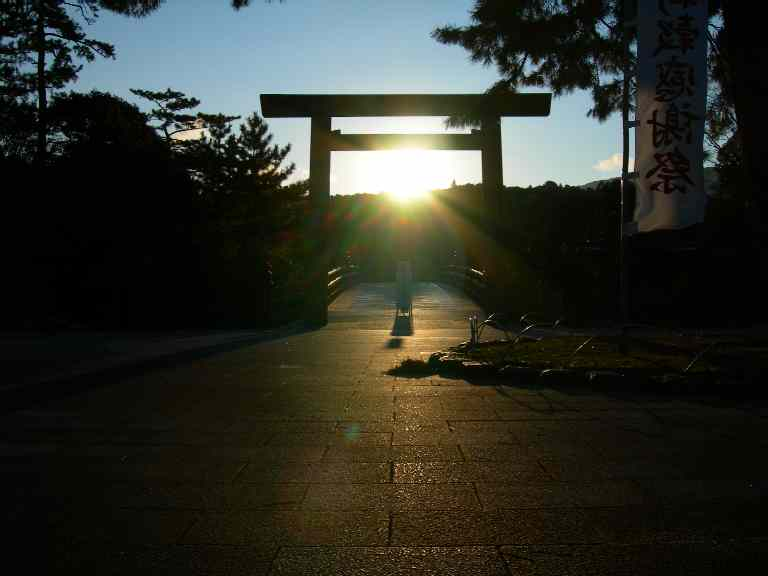
皇大神宮（伊勢神宮）宇治橋の大鳥居（三重県伊勢市）

鳥居（とりい）とは、神社などにおいて神域と人間が住む場所を区画する結界であり、神域への入口を示す一種の門。

## 概要
鳥居を造る風習は神社が造られる前から存在した。昔の日本では屋根のない門を「於上不葺御門（うえふかずのみかど）」と呼んだ。中国の「華表 」の訳を鳥居とするので、過去には漢文で「華表」と記したこともあったという。
鳥居は神社の象徴だが仏教寺院にも見られる（→神仏習合）。一方で鳥居を持たず楼門（随神門）をもつ神社も存在する。戦後の区画整理により境内が縮小されたり移転したため、現在の神社境内と離れた場所にある鳥居も見かけられる。御陵に建てられていることもある。
図案（意匠）として神職であった氏族や家（いえ）が家紋として用いるほか、現在の地図記号では神社を意味する。
俗信においては鳥居の上に石を投げて乗せると願いが叶うといわれることがある。
日本語で「1基、2基」と数える。一つの参道に複数の鳥居がある場合は一番外側から「一の鳥居、二の鳥居…」と呼ぶ。また、神社の前に形成された町を「鳥居前町（とりいまえまち）」と呼ぶことがある。
稲荷神社などの鳥居が朱色であるのは、古来その色が生命の躍動を表し災いを防ぐとして神殿などに多く使われたためで、これが鳥居にも影響しているとされる。

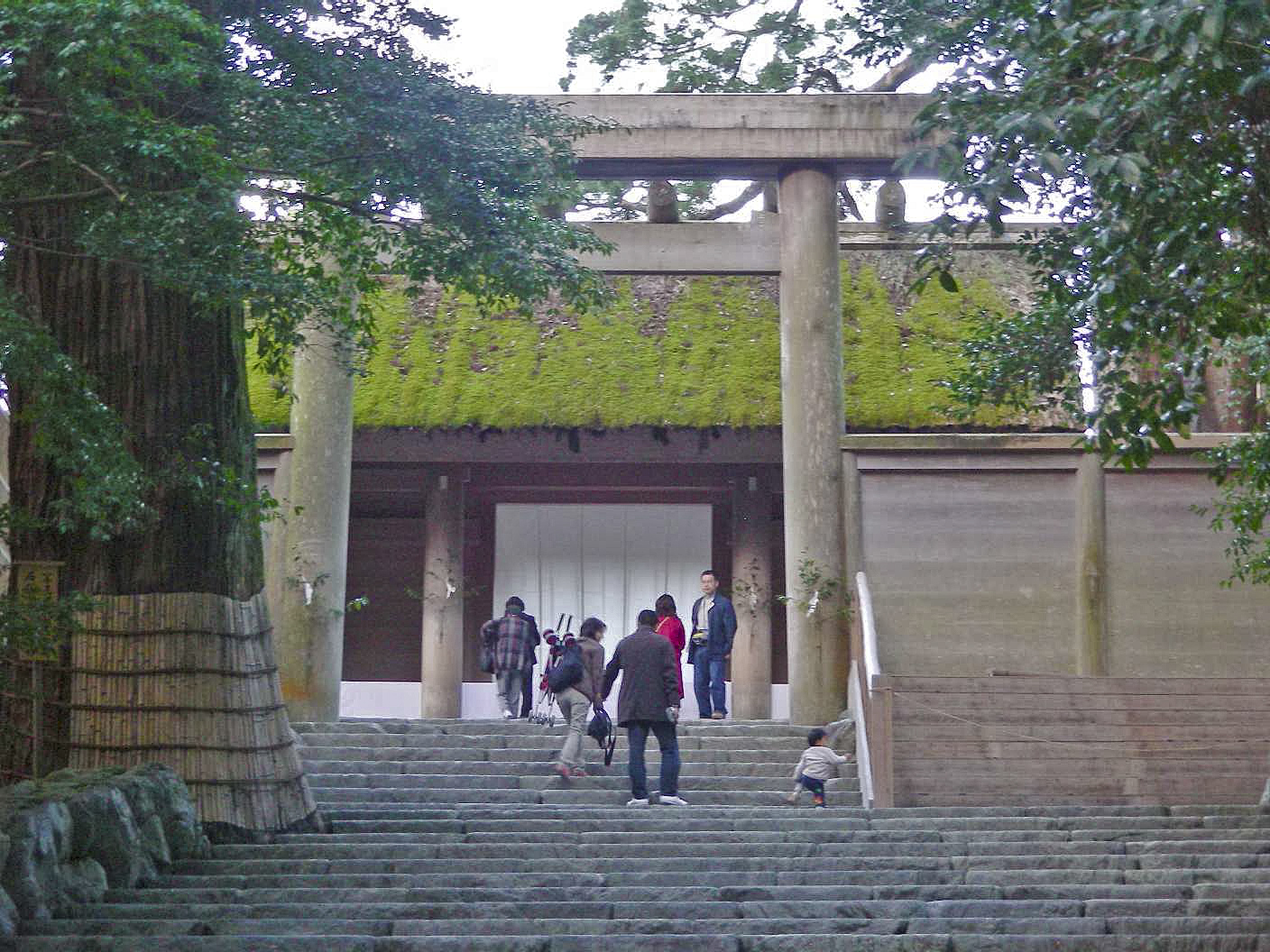
皇大神宮（伊勢神宮）正宮（三重県伊勢市）
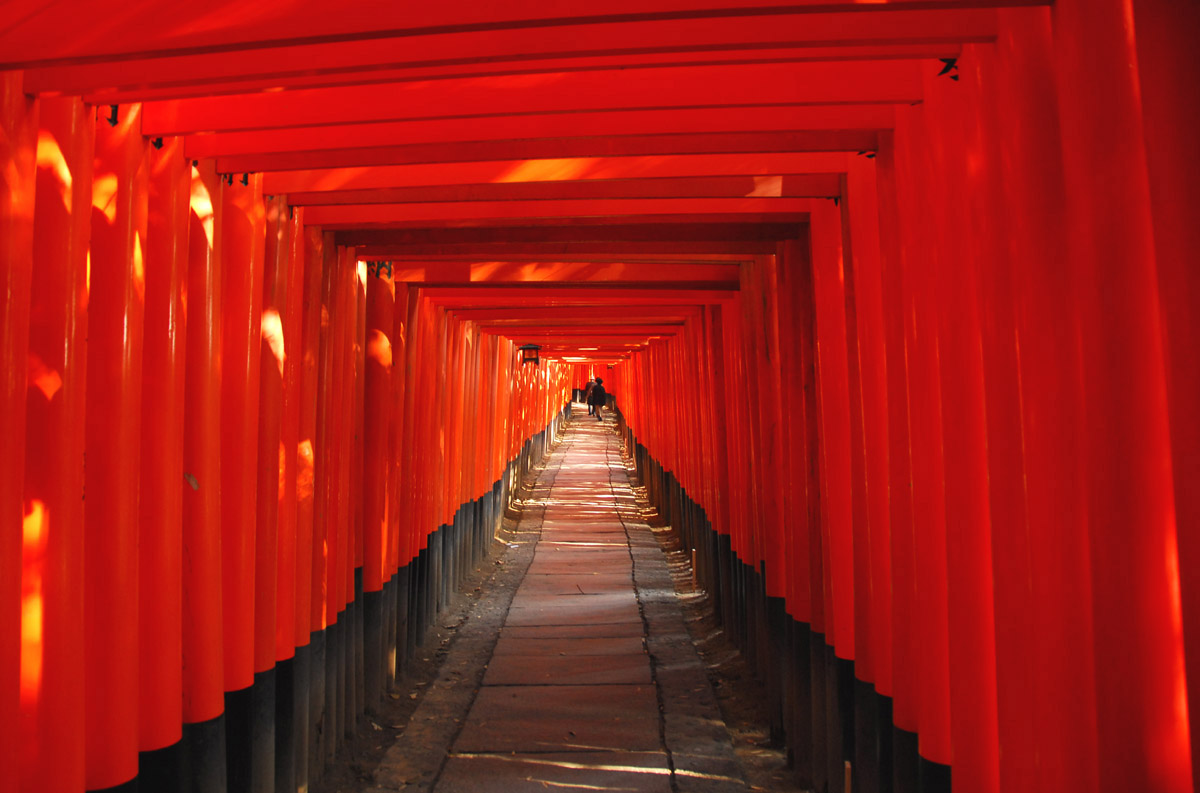
伏見稲荷大社の千本鳥居
家紋「鳥居」

## 起源
国内起源説や外国起源説など諸説あり、考古学的起源は不明。単に木と木を縄で結んだものが鳥居の起こりであると書かれている。文献に徴すれば古くは「於上不葦御門（うへふかずのみかど）」（皇太神宮儀式帳）と称して、奈良時代から神社建築の門の一種としている。8世紀頃に現在の形が確立している。
天照大御神（あまてらすおおみかみ）を天岩戸から誘い出すために鳴かせた「常世の長鳴鳥（とこよのながなきどり）」（鶏）に因み、神前に鶏の止まり木を置いたことが起源であるとする説、日本の冠木門に起源を求める説、インド仏教にみられるトーラナや中国の華表や鳥竿、牌楼（ぱいろう）、朝鮮半島の紅箭門（こうぜんもん・ホンサルムン）、イスラエルの移動型神殿、雲南省とビルマとの国境地帯に住むアカ族（英: Akha people）の「村の門（ロコーン/ロッコン）」など海外に起源を求める説などがある。ユダヤ教と関連があるとする説もある（日ユ同祖論）。満州には鳥居のような冠木門が見られる。日本では大阪の四天王寺や奈良の宝山寺(生駒聖天)などの寺院に鳥居が存在し神仏習合の結果であるとされるが上座部仏教（南進仏教）のタイなどの寺院でも鳥居の形をしたモニュメントや門が各地に散見される。
- インド仏寺のトーラナ
- 中国の牌楼
- アカ族の村のロコーン（上に木彫りの鳥が載せられている）
- 韓国の全州李氏の社の紅箭門

### 文化人類学的な観点
現在の雲南省とビルマとの国境地帯に住むアカ族（英語：Akha、中国ではハニ族）の「パトォー・ピー（精霊の門）」という村の入口の門では、上に木彫りらしき鳥が置かれることや、鳥を模した造形物を飾る風習もあると実地を調査した研究者からの報告で、日本の神社でよく見られる「鳥居」の原型はアカ族らが長江流域から南下、避難してくる前、長江流域に住んでいた時代（百越人であった時代）の「鳥居」ではないのか、という説もある。アカ族の村の門には鳥の木形が置かれるが、同様の鳥の木形は日本での稲作文化の始まりとされる弥生時代の遺蹟である池上・曽根遺跡や纒向遺跡でも見つかっており、他にも多くの遺蹟でも同様である。
更に遡った歴史観として「鳥居を赤く染めるのは古代ユダヤ教（ヘブライ聖書）の影響を受けている」や「秦氏はイスラエルの失われた10支族の一族である」という日ユ同祖論や、朝鮮半島の紅箭門にもとづく説も見られるが、疑似科学の域を脱するものではない。

### 語源
語源についても同様に不明である。鶏の止まり木を意味する「鶏居」を語源とする説、止まり木（あるいは神前止まり木）説、「とおりいる（通り入る）」が転じたとする借字説、トーラナを漢字から借音し表記したとする説などがある。Karow&Seckelは「鳥居の名称を鳥（Vogel）そのものに求め、死者の家として家屋の中心部だけを残して崇敬の対象とした」という説。
構造に着目した「鳥居桁（架木）説」はそもそも建築用語として高欄の横木の最上部のものを鳥居桁と呼ぶことは奈良時代の資料から明らかになっており、障子の上桁の横木を鴨居と呼ぶのと同じく、「トリイ」とは古来からの建築用語であり、これが神社門に転じたとする説である。奈良時代に「トリイ」の語は建築用語として存在し、平安初めに一般神社門は「トリイ」と俗称され、平安中期にはこの名称が庶民によって用いられたとする。

## 構造

### 各部名称

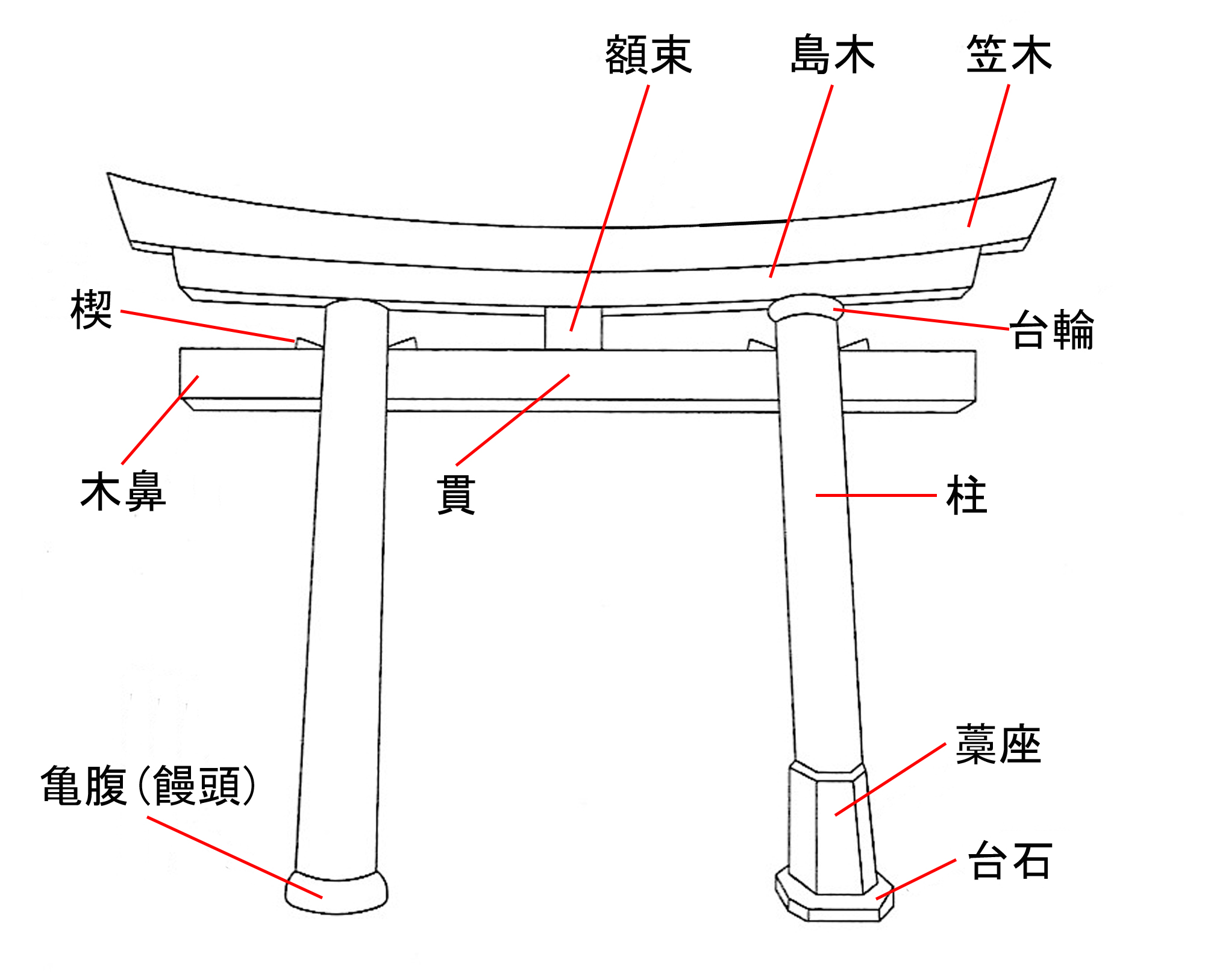
鳥居の構造・各部名称

2本の柱の上に笠木（かさぎ）、2層の水平材とする場合に上層の笠木に接して島木（しまぎ）を渡す。その下に貫（ぬき）を入れて柱を固定したのが一般的な鳥居の構造である。貫が柱から外側へ出ている部分を木鼻とよぶ。他に、貫と笠木の間に額束（がくづか。額柱ともいう）を建てることがあり、柱下部に亀腹（饅頭ともいう）を施したり、掘立であれば根巻き（藁座ともいう）や根巻き石（台座ともいう）を施すことがある。島木と柱の間に台輪（だいわ）という円形の保護材をつける例もあり、柱と貫の交差部分に楔が打たれている例もある。柱が下方で広がるように斜めに立っている場合に、その傾きをころびといい、笠木が反っているいる場合に、その反りを反り増しとよぶ。
鳥居の分類は、笠木のみで島木がなく、笠木に反りがない直線的な神明鳥居（しんめいとりい）と、笠木と島木があり、笠木に反りがある明神鳥居（みょうじんとりい）とに大別できる。一つの神社で複数の形状の鳥居が存在する例があり、祭神によって鳥居の形状が決まるものではなく、鳥居に定められた形状は無い。また寄進者の意向によっては特徴が融合していることもあり、それらの分別は目安でしかない。

### 材料
材料は木材（檜・杉など）で造られた「木鳥居」、石で造られた「石鳥居」、銅板で全体を葺いた「銅鳥居・金鳥居（かなどりい）」などが一般的。銅鳥居は「唐金（からかね）の鳥居」と呼び、江戸時代には浮世絵などに描かれている。他の例としては、鯨の肋骨で作られた「鯨鳥居」が江戸期から見られる（詳細は「鯨塚#鯨鳥居」参照）。
木製の場合は土に触れていると腐り、シロアリの食害も考えられる。例えば鹿島神宮稲荷社の鳥居は掘立式であり、木柱は土に直接据えられている。土に触れていなくても老朽化による腐食は起こり、埼玉県久喜市の鷲宮神社の木製の鳥居（1897年（明治30年）建造）は121年後の2018年（平成30年）に倒壊しており、2021年（令和3年）に耐候性鋼板で再建されている。
1938年（昭和13年）8月30日には神戸市の湊川神社の石製大鳥居が両側の柱を残して突然崩壊する事故が発生した。この鳥居は建造されて日が浅いもので花崗岩の一本石で作られていた。内務省神社局は石の硬度は内部まで的確に分からないとした上で、新たに鳥居を建設する際には鉄筋コンクリートまたは木製のものに限るとする通達を出した。
佐賀県西松浦郡有田町にある陶山神社の鳥居は陶磁器製、京都府八幡市にある飛行神社の鳥居はステンレス製、秋田県八郎潟町にある副川神社の鳥居は塩化ビニール製である。その他にも鉄筋コンクリート製や鉄パイプ製のものなどがある。
氏子の負担を軽減させるため建て替え時には安価で耐久性にも優れた硬質塩化ビニール製の鳥居が選択されることも増えてきているとされる。

## 形式

鳥居の種類
A「神明鳥居（Shinmei torii）」
B「鹿島鳥居（Kashima torii）」
C「明神鳥居（Myōjin torii）」
D「八幡鳥居（Hachiman torii）」
E「春日鳥居（Kasuga torii）」
F「中山鳥居（Nakayama torii）」
G「外宮鳥居（Gekū torii）」
H「三柱鳥居（Mihashira torii）」
I「三輪鳥居（Miwa torii）」
J「両部鳥居（Ryōbu torii）」

建てられる鳥居の形式は寄進者の好みによることが多く、鹿島神社に春日鳥居が建てられるように祭神との関連は少ないが、山王鳥居は日枝神社（山王神社、日吉神社）になどと結びつくものもある。

### 神明鳥居に代表されるもの
柱や笠木は丸材を用いるが、全体的に直線の部材が用いられる。神明鳥居は素朴な形式で、全体的に直線的である。笠木柱には丸材、貫には板材が用いられることが多い。笠木の下に島木がなく、貫は貫通せず、柱は地面に対し垂直に立てられている。伊勢鳥居とも言うように、伊勢神宮において現れたと考えられており、この類に外宮鳥居がある。この形式のバリエーションとして、貫に角材を用いたものが、靖国神社をはじめとする各地の護国神社で広く見られることから、特に靖国鳥居と区別することがある。
春日鳥居、鹿島鳥居、八幡鳥居の類は、明神鳥居と同様に、笠木の下に島木があり、貫が貫通し、春日・八幡鳥居の柱には転びが施されるが照りや反りは施されない。ちなみに、春日鳥居と八幡鳥居は、笠木と貫の木口を斜めに切るか切らないかの違いのみで主要部は同様に造られる。
- 神明鳥居（伊勢鳥居）
- 鹿島鳥居（かしまとりい）
- 春日鳥居（かすがとりい）
- 八幡鳥居（はちまんとりい）
- 黒木鳥居（くろきとりい）
- 靖国鳥居（やすくにとりい）
- 内宮源鳥居（ないくうげんとりい）
- 宗忠鳥居（むねただとりい）
- 三柱鳥居（みはしらとりい） - 正三角形平面に組み合わされ三柱の鳥居。
- 城南宮鳥居（じょうなんぐうとりい） - 京都市伏見区の城南宮の本殿に向かって正面にある鳥居。基本型は神明鳥居に属するが、柱下に饅頭があり、棟の部分に島木・笠木を重ねて、さらに屋根を葺いている。その島木の正面中央に神紋の金具が打たれている。[32]

### 明神鳥居に代表されるもの
明神鳥居は笠木の下に島木があって反りが加えられている。柱は地面に対して少し傾斜（転び）をつけて立てられている。宇佐鳥居以外は笠木と貫を額束で連結して補強している。
- 明神鳥居
- 稲荷鳥居（いなりとりい） - 柱と笠木の接合部に台輪が取り付けられている。台輪鳥居（だいわとりい）ともいうが、台輪を付けた鳥居はこれに限るものではない[33]。
- 山王鳥居（さんのうとりい） - 明神鳥居の笠木の上に破風を付けたもの。破風鳥居ともいう。
- 奴禰鳥居（ぬねとりい） - 島木と柱の間に台輪を持ち、額束の代わりに叉首（さす）を入れる。
- 三ツ鳥居（みつとりい） - 1つの明神鳥居の両脇に小規模な明神鳥居を2つ付けたもの。三輪鳥居（みわとりい）ともいう 。
- 中山鳥居（なかやまとりい） - 笠木は明神鳥居と同様に造るが、貫を貫通させない。
- 宇佐鳥居（うさとりい） - 宇佐神宮の鳥居で額束がない。笠木に桧皮葺の屋根をかける。
- 両部鳥居（りょうぶとりい） - 主柱を4本の稚児柱で支える。
- 住吉鳥居（すみよしとりい） - 柱に角材を用いる。住吉大社拝殿内の物は、貫が柱を貫通していない。

## 著名な鳥居

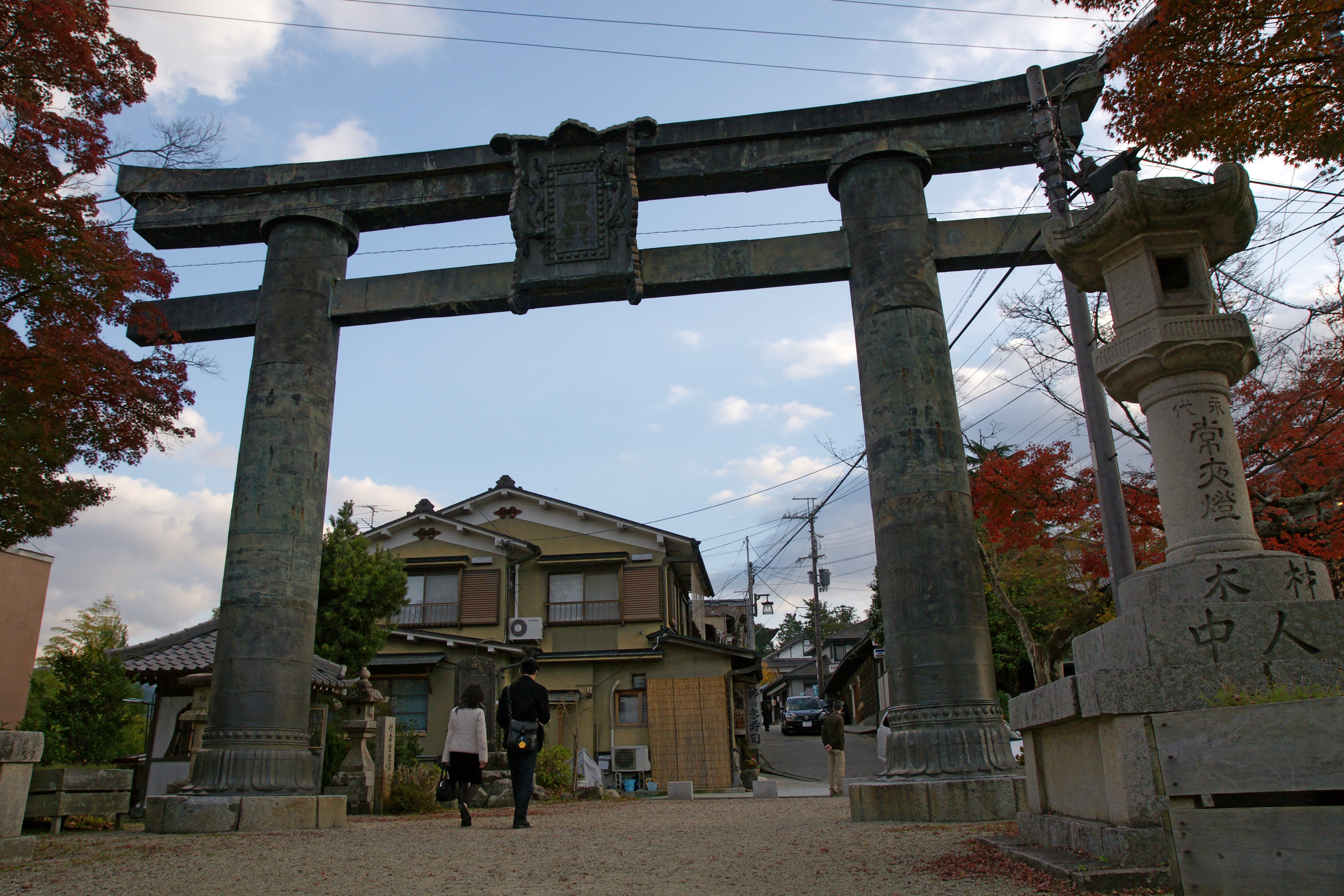
金峯山寺 銅の鳥居

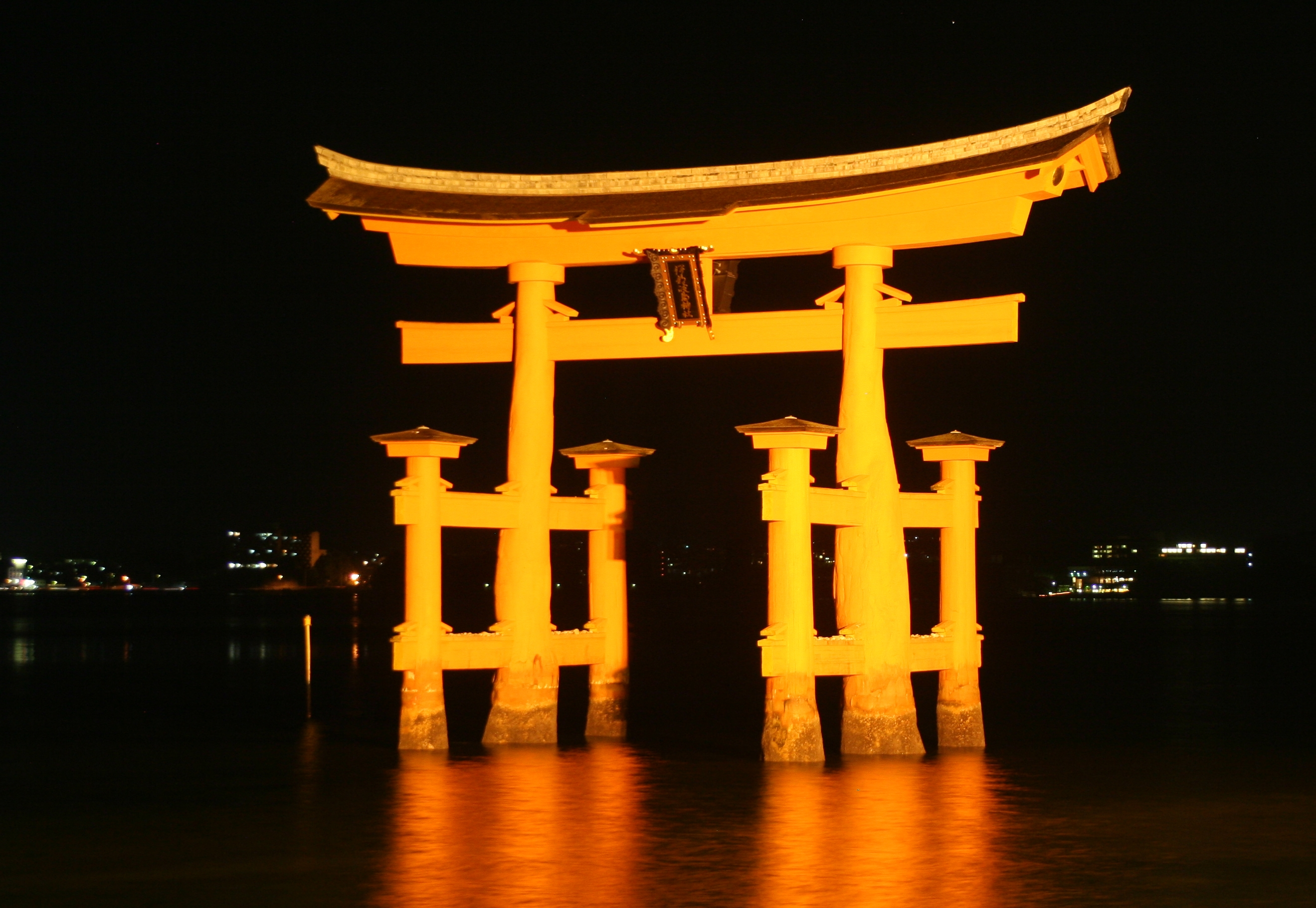
厳島神社 夜のライトアップ

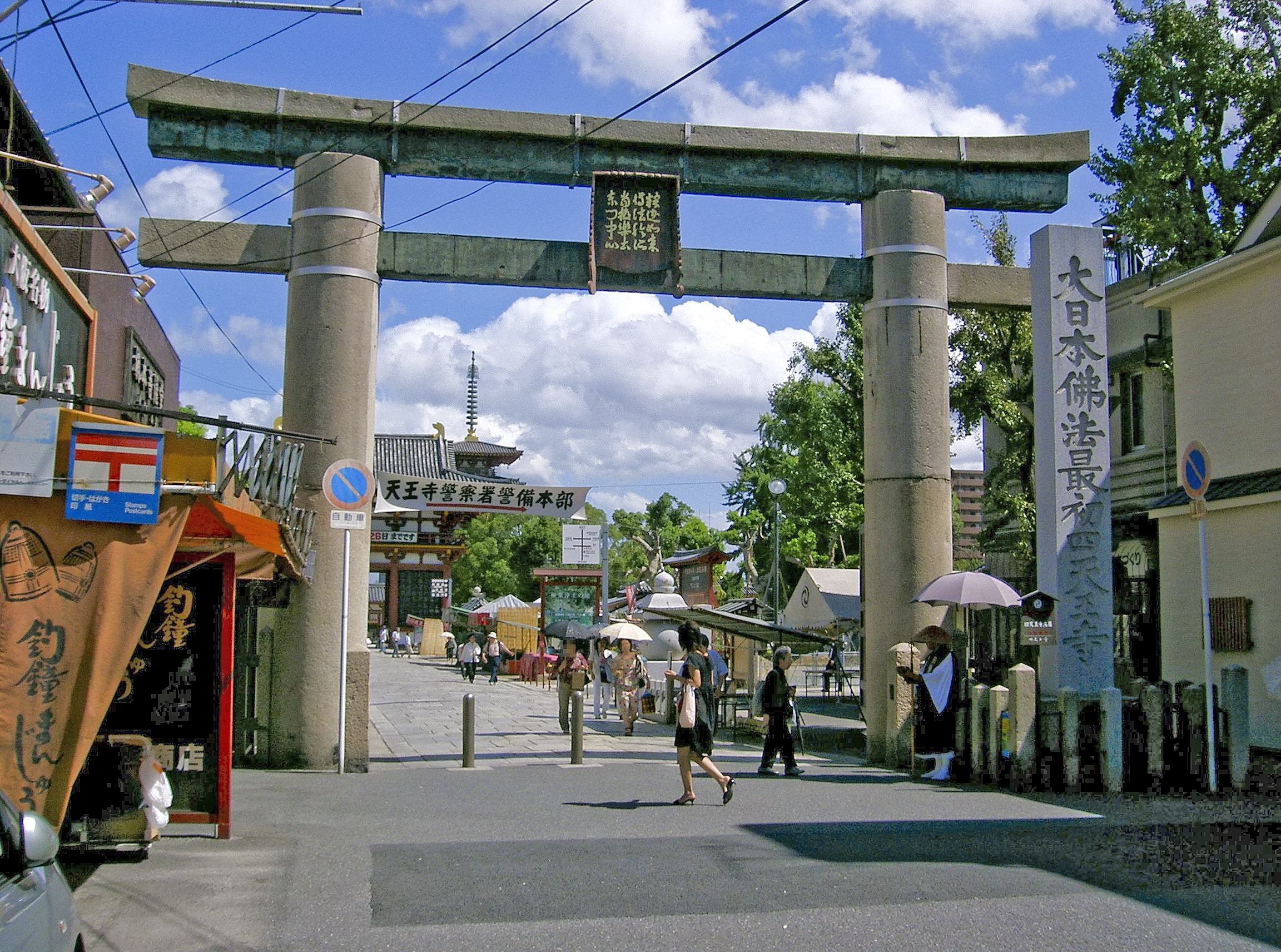
四天王寺 石鳥居

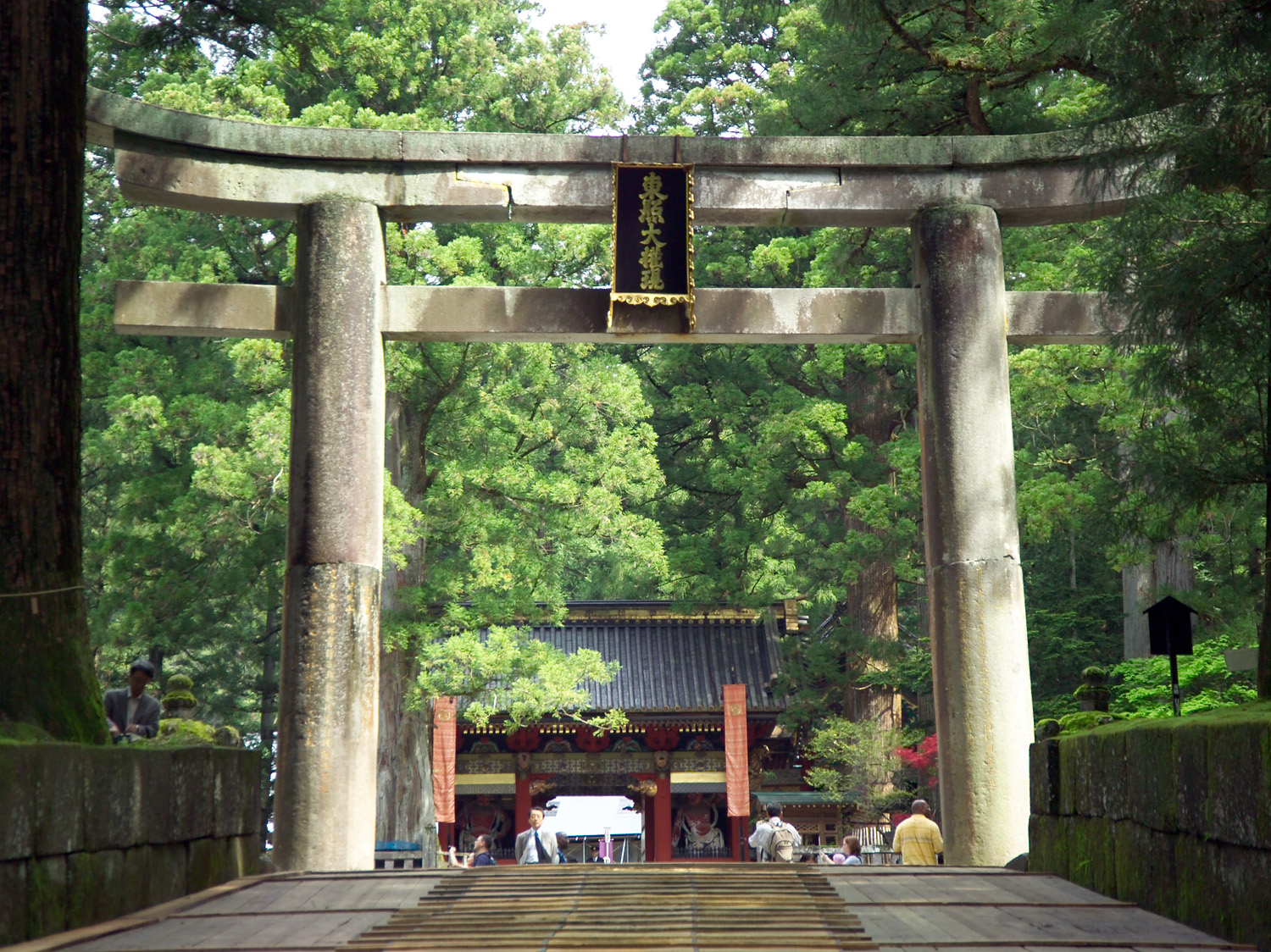
日光東照宮石鳥居

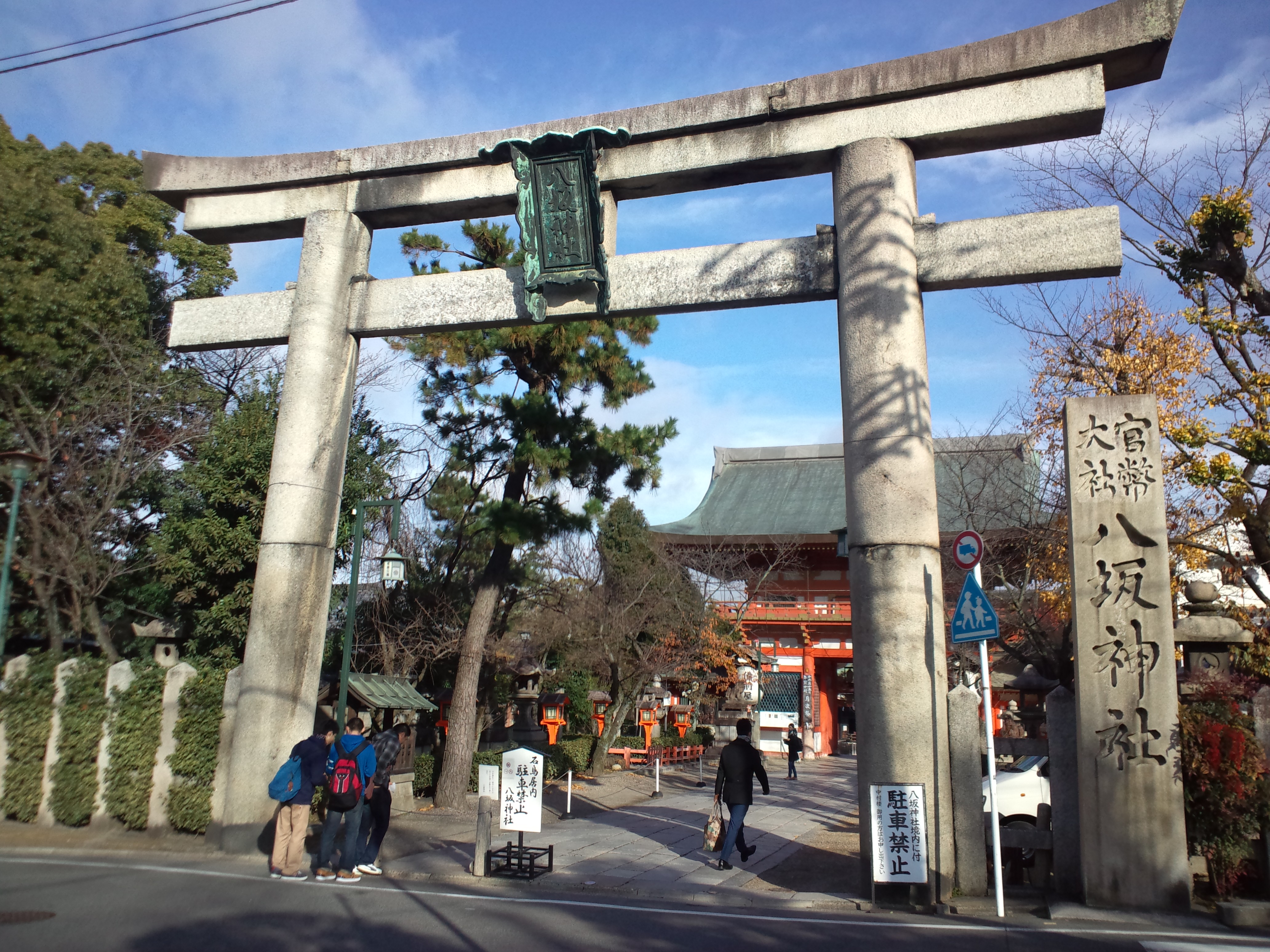
八坂神社石鳥居

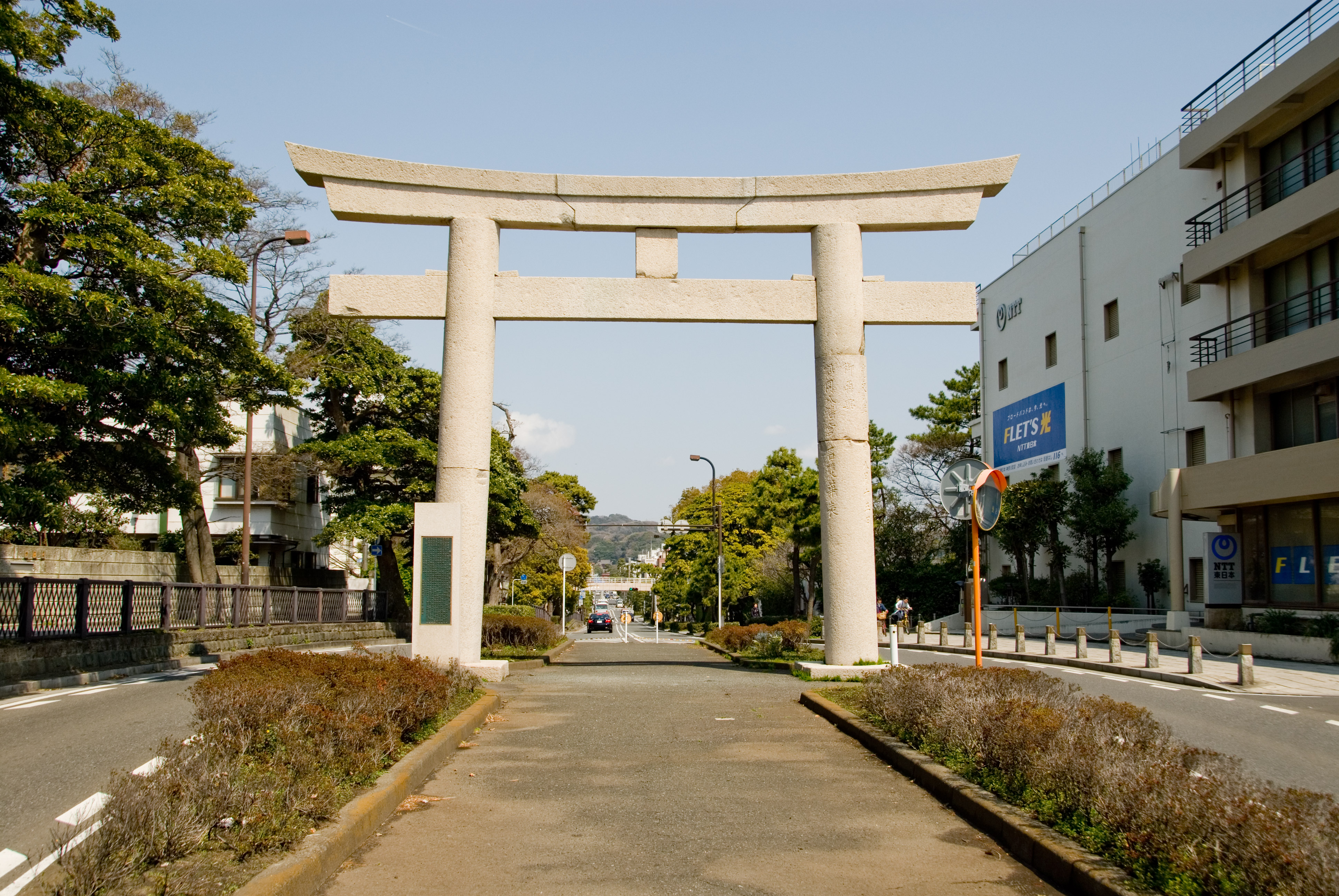
鶴岡八幡宮一の鳥居

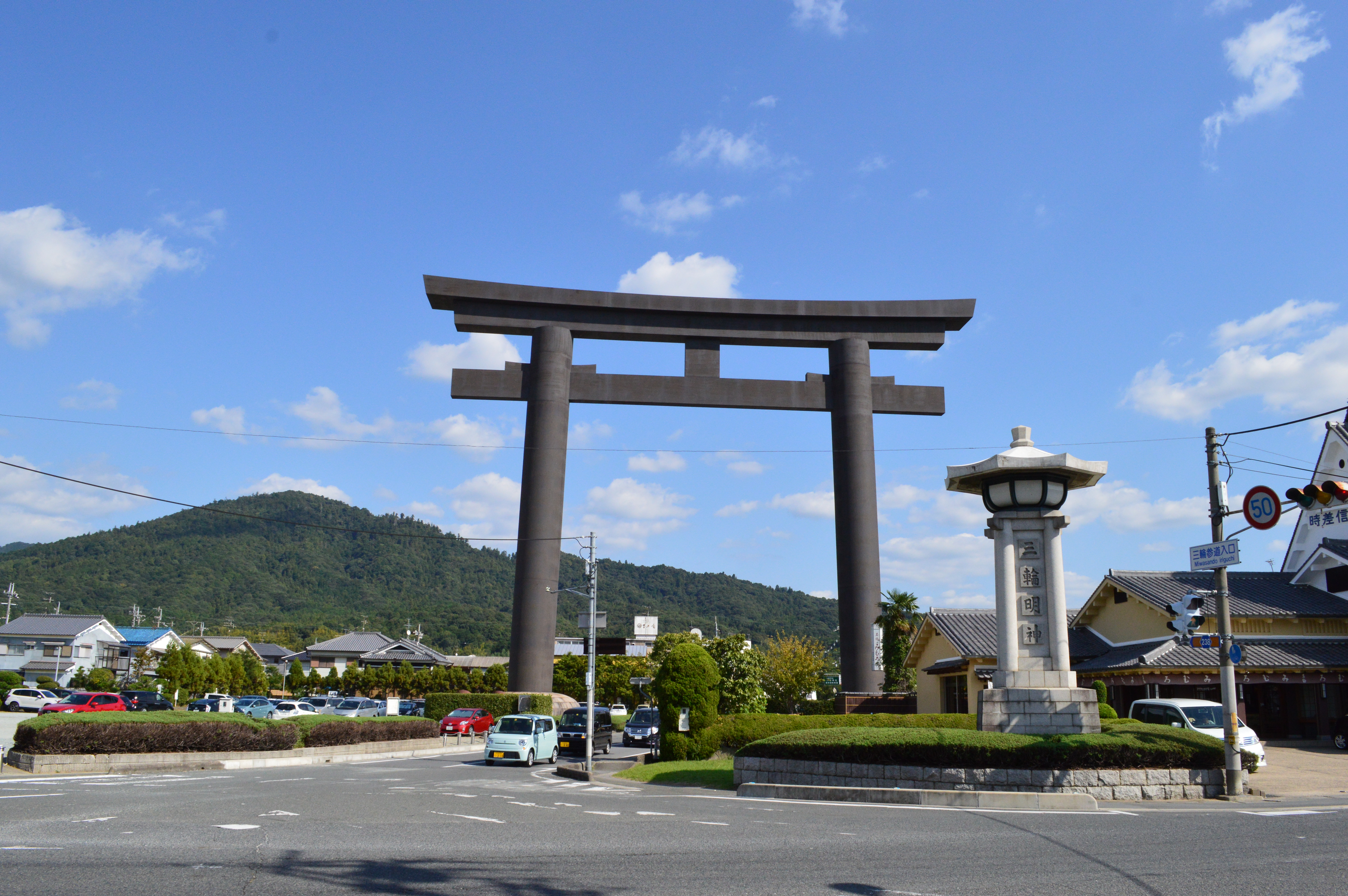
大神神社の大鳥居

### 日本三大鳥居（高さ）
2019年（平成31年）3月時点における鳥居の高さによる。
1. 熊野本宮大社 大鳥居（和歌山県）：高さ33.9メートル。旧社地の大斎原に建つ。2000年（平成12年）建立。鉄鋼製（耐候性鋼板）。
2. 大神神社 大鳥居（奈良県）：高さ32.2メートル。昭和天皇御在位60年を奉祝し、1986年（昭和61年）建立。鉄鋼製（耐候性鋼板）で耐久年数は1300年と言われている。
3. 彌彦神社（新潟県）：高さ30.2メートル。1982年（昭和57年）建立当時日本一であった。鉄筋コンクリート製。

### 日本三鳥居
- 吉野・銅の鳥居（かねのとりい）（重要文化財）

金峯山寺（きんぷせんじ）蔵王堂の参道に建つ。室町時代のものと伝えられる。高さ約8メートル。
額束は「発心門」
- 安芸の宮島・朱丹の大鳥居（木造）（重要文化財、世界遺産）

厳島神社・社殿前の海中に建つ。楠造り両部鳥居。現在の鳥居は平安時代から数えて8代目で明治8年（1875年）7月に完成したもの。
神額：沖側「厳島神社」、神社側「伊都岐島神社」（有栖川宮熾仁親王染筆）
- 大阪四天王寺・石の鳥居（重要文化財）

永仁2年（1294年）に造られた日本最古の石造りの大鳥居の一つとされている。
扁額の文字:「釈迦如来 転法輪処 当極楽土 東門中心」

### 日本三大鳥居
幻冬舎文庫「あなたは3つ言えますか? 日本の三大雑学236」による。
- 厳島神社
- 伊勢神宮（三重県）
- 春日大社（奈良県）

### 日本三大石鳥居
- 日光東照宮（重要文化財）

黒田長政による寄進。
- 八坂神社（重要文化財）

南楼門前の鳥居。
- 鶴岡八幡宮（重要文化財）

一の鳥居 若宮大路の南側の鳥居。

### 京都三珍鳥居
- 木嶋坐天照御魂神社 三柱鳥居
- 厳島神社 (京都市上京区) 京都御苑内の唐破風石鳥居
- 北野天満宮境内社 伴氏社の石鳥居

### その他

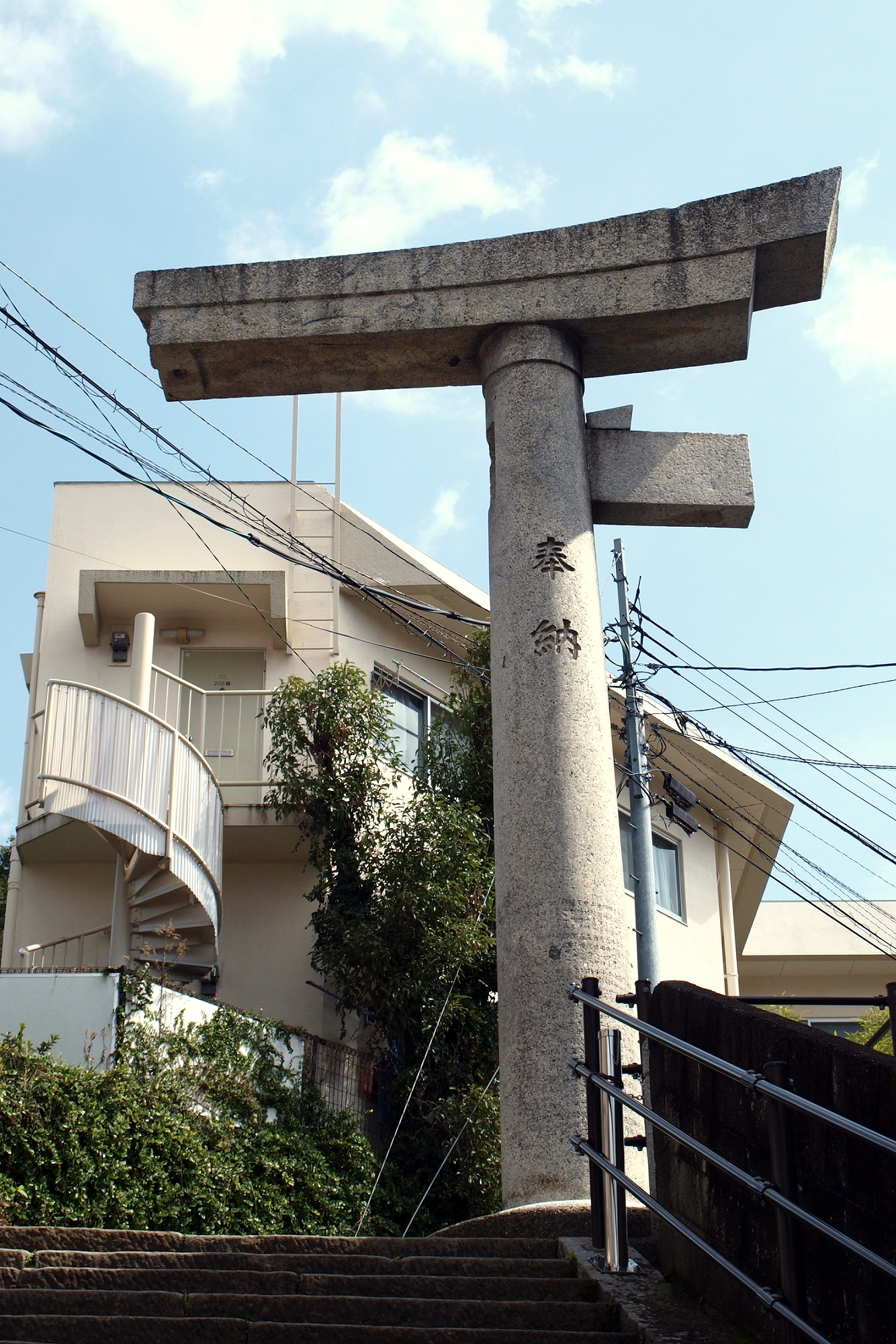
山王神社の一本柱鳥居

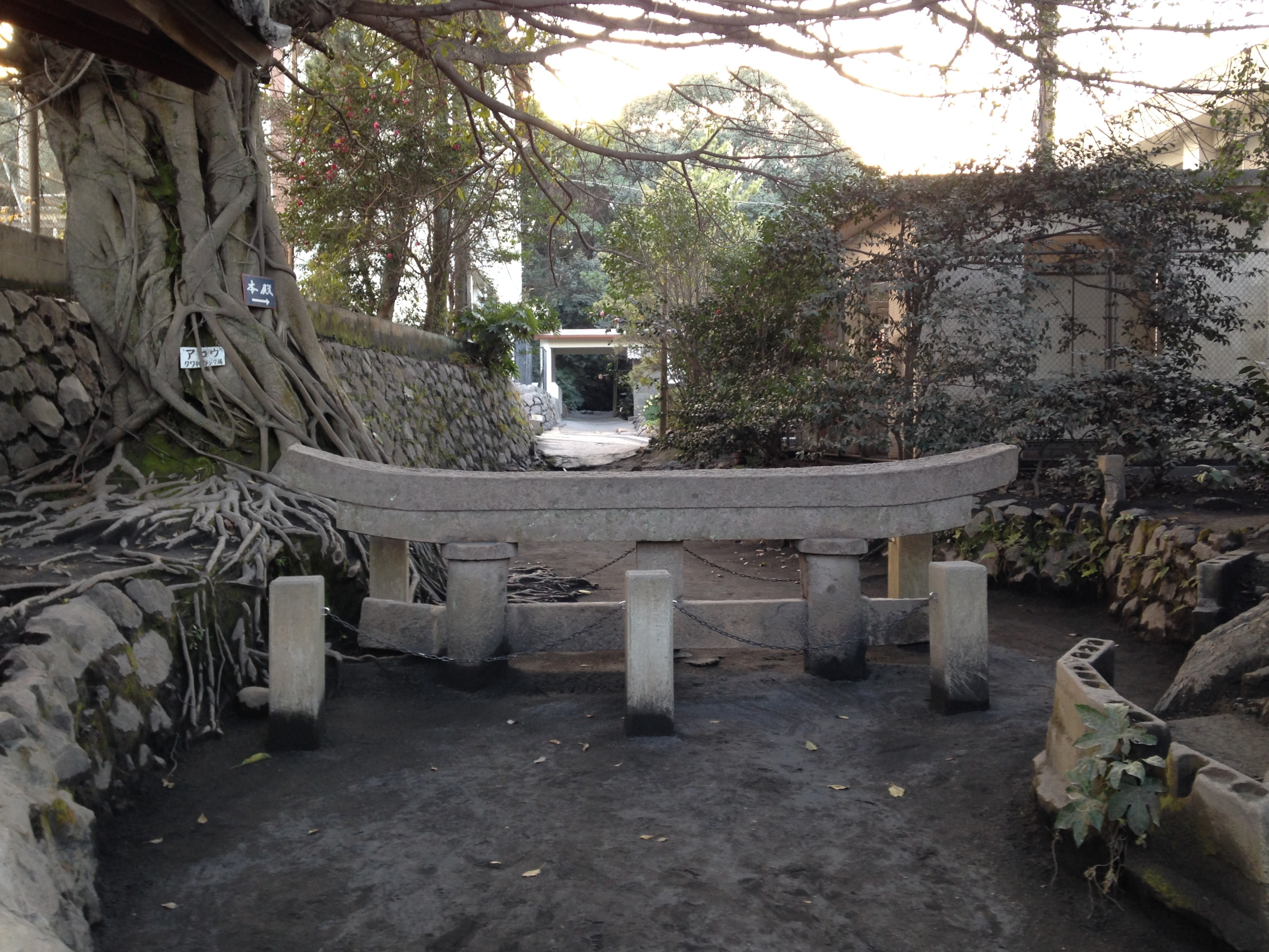
黒神埋没鳥居（鹿児島市黒神町）

- 中村の大鳥居

豊国神社へ続く参道となる公道上に立つ赤い鳥居。1929年建立、高さ24メートル/幅34メートル。日本最大級の巨大鳥居で創建時は世界最大。
- 熊野本宮大社

高さ33.9メートルの日本最大の鳥居。（2011年8月1日現在）
- 伏見稲荷大社

約1万基の鳥居がある。
- 平安神宮

高さ24.2メートルの鳥居。
- 氣比神宮

国の重要文化財。木造としては3番目の高さがある。
- 元木の石鳥居

国の重要文化財。山形市にある平安時代建立の日本最古の石鳥居。
- 野宮神社

鳥居は樹皮がついたままの「黒木鳥居」で、古代の鳥居の形式を伝えている。
- 粟嶋神社 (宇土市)

日本一小さな鳥居といわれる「腰延べ鳥居」、これをくぐると婦人病を初めとするさまざまな病が平癒するといわれる。
- 陶山神社 (有田町)

明治 21年 (1888年) 奉納の磁器製の鳥居。
- 山王神社 (長崎市)

二の鳥居は原子爆弾の爆風により片方の柱が吹き飛び「一本柱鳥居」と呼ばれる。
- 腹五社神社（黒神埋没鳥居）

鹿児島県鹿児島市黒神町（桜島）にある腹五社神社の鳥居。「黒神埋没鳥居」として知られており、1914年（大正3年）に発生した桜島の大正大噴火により桜島から噴出した火山灰や噴石によって上部を残して埋没している（鹿児島県指定天然記念物）。

## ギャラリー

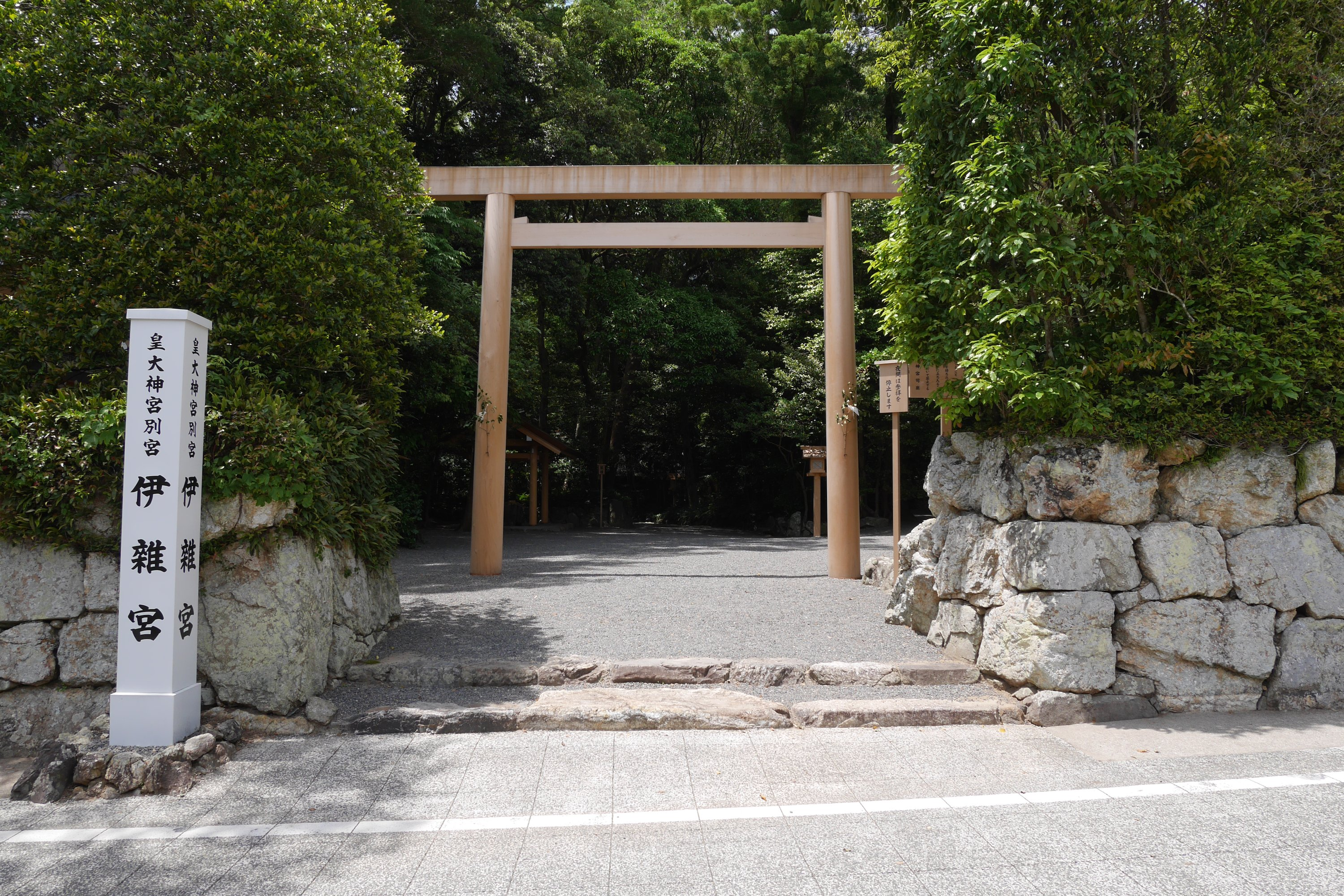
皇大神宮別宮伊雑宮の参道口
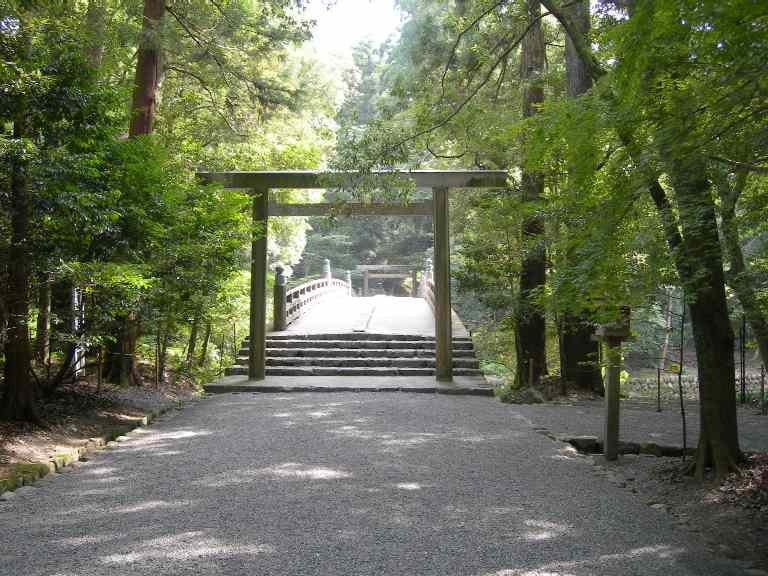
皇大神宮別宮風日祈宮の御橋
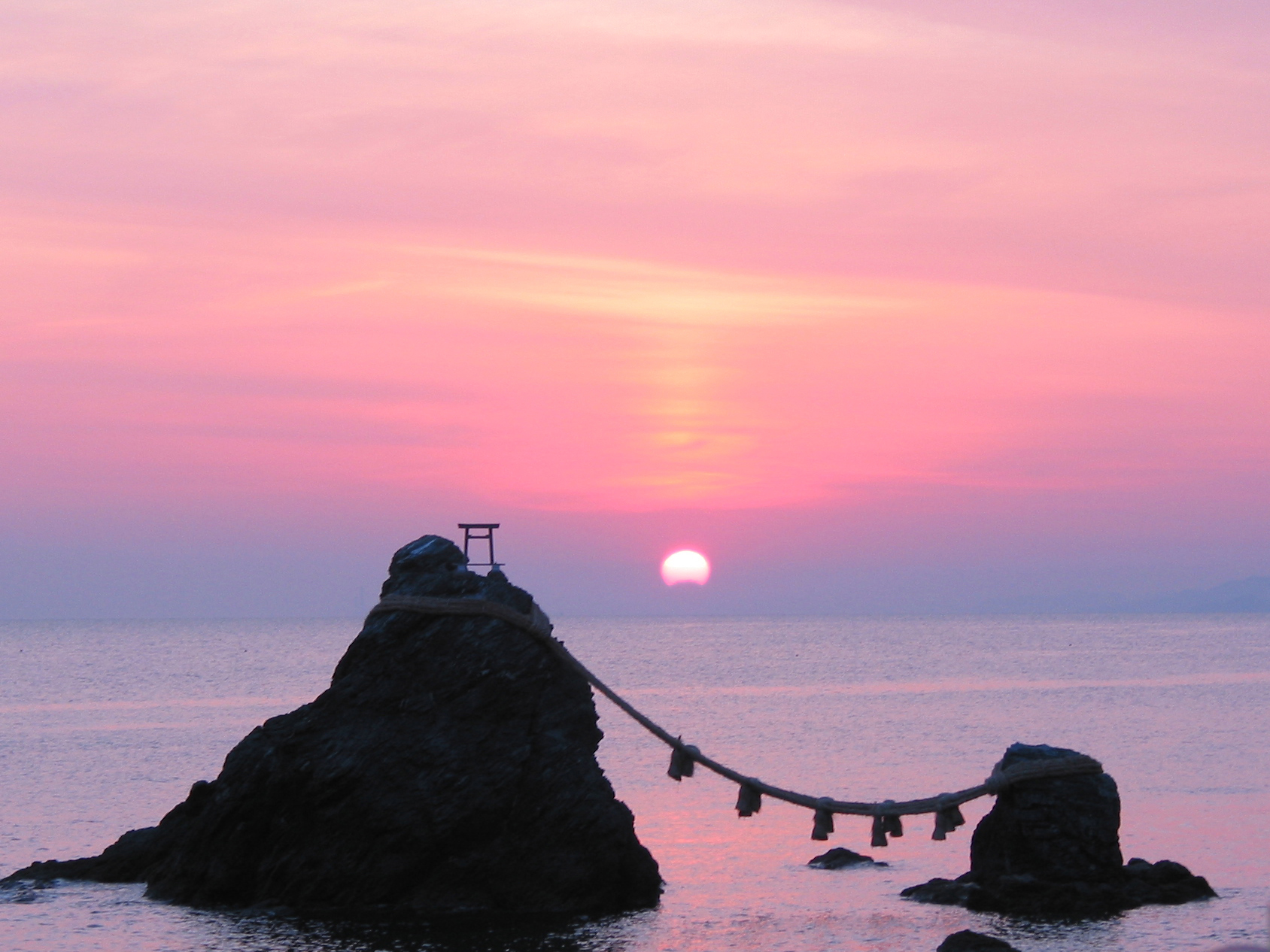
二見興玉神社の夫婦岩
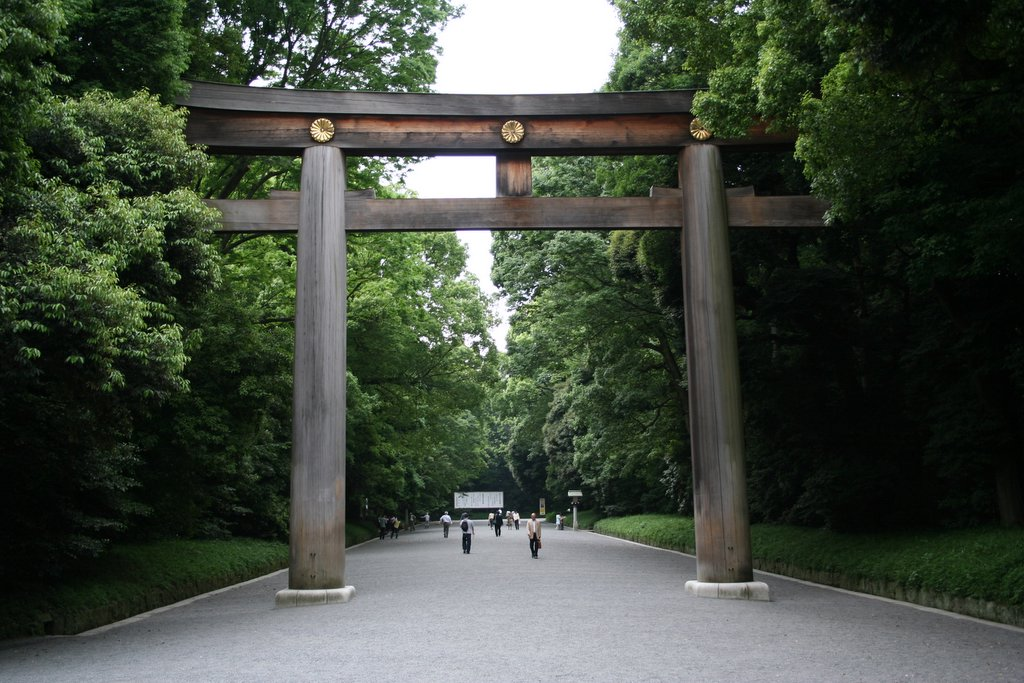
明治神宮
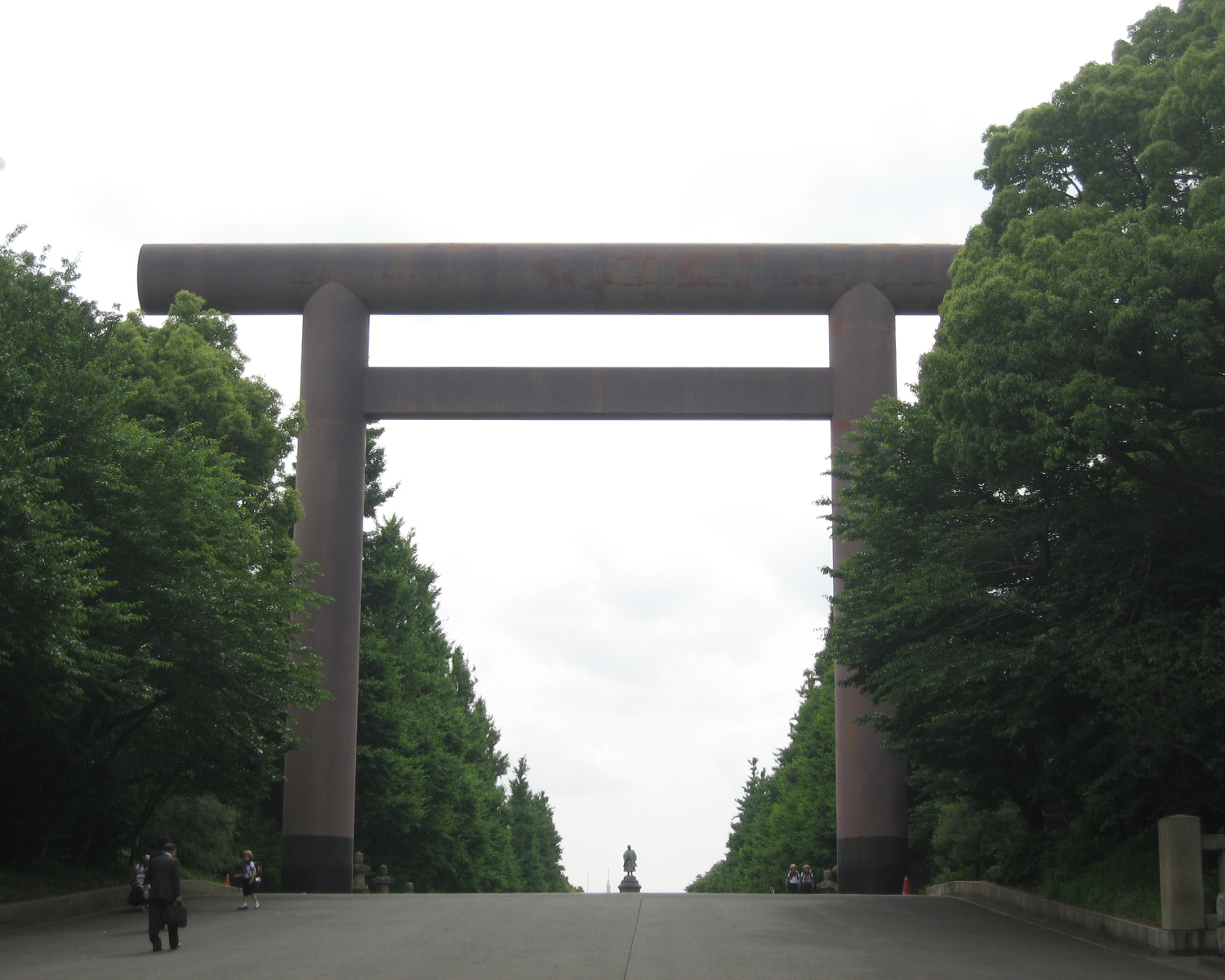
靖国神社 第一鳥居
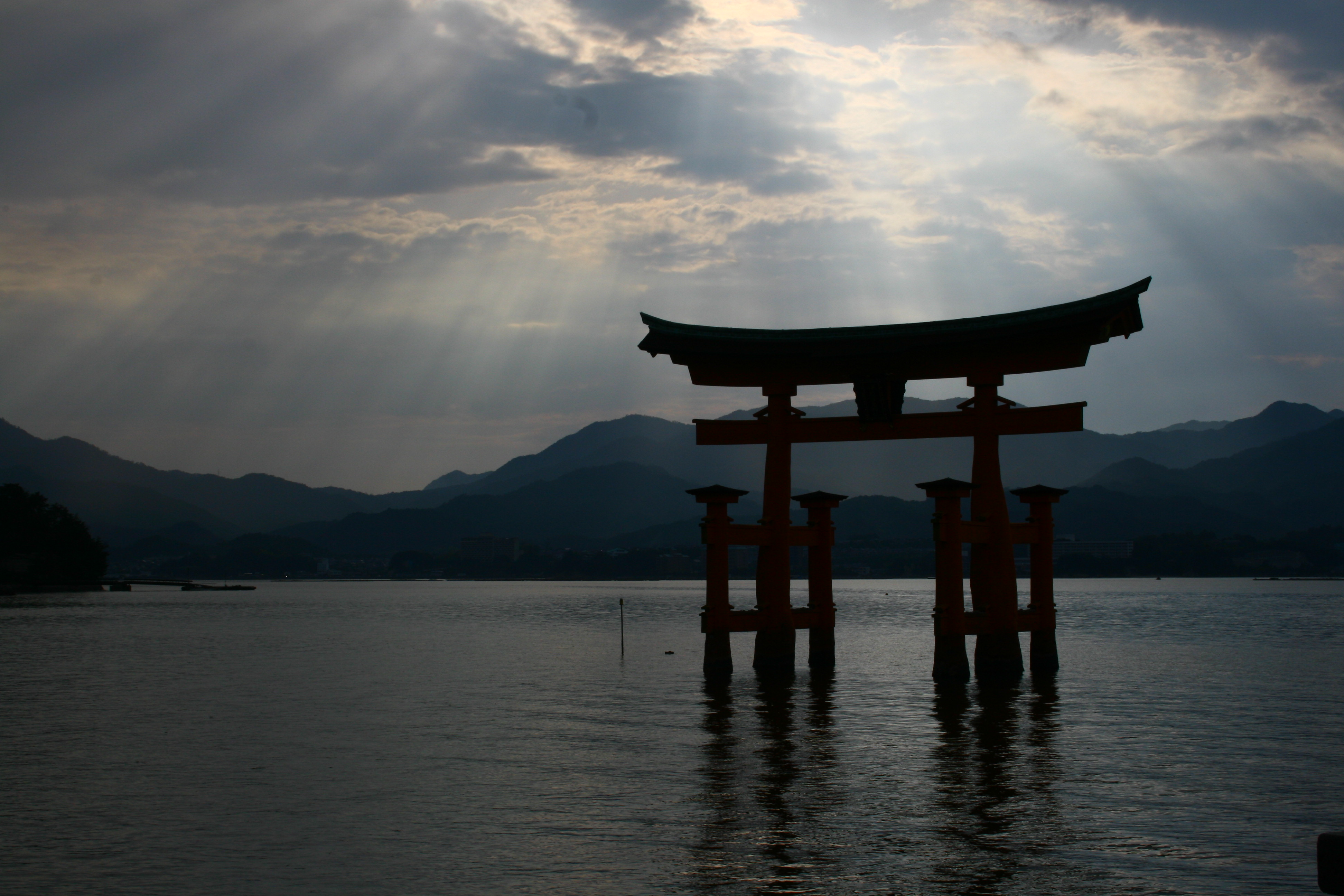
厳島神社
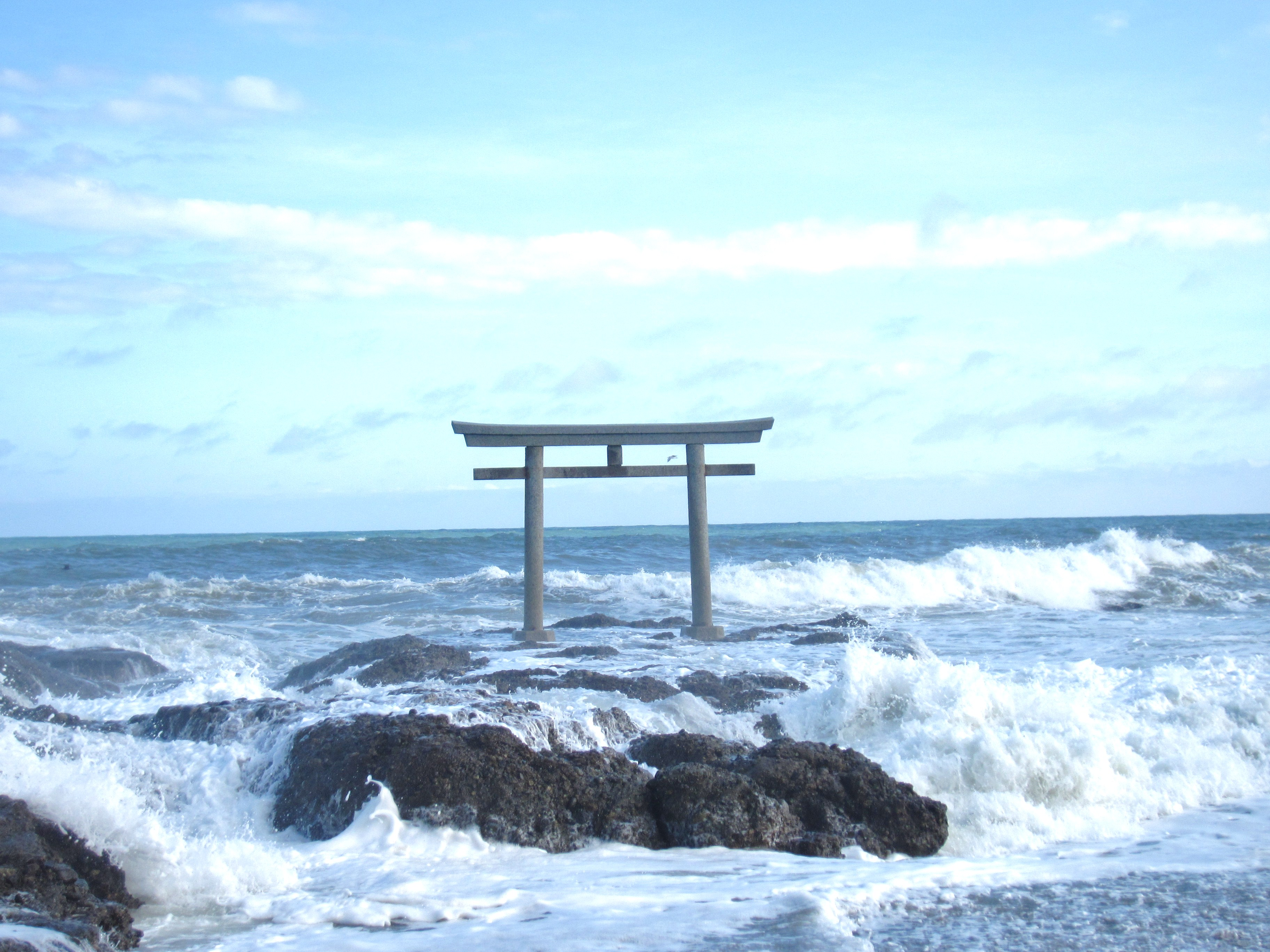
磯に建つ鳥居（大洗磯前神社）
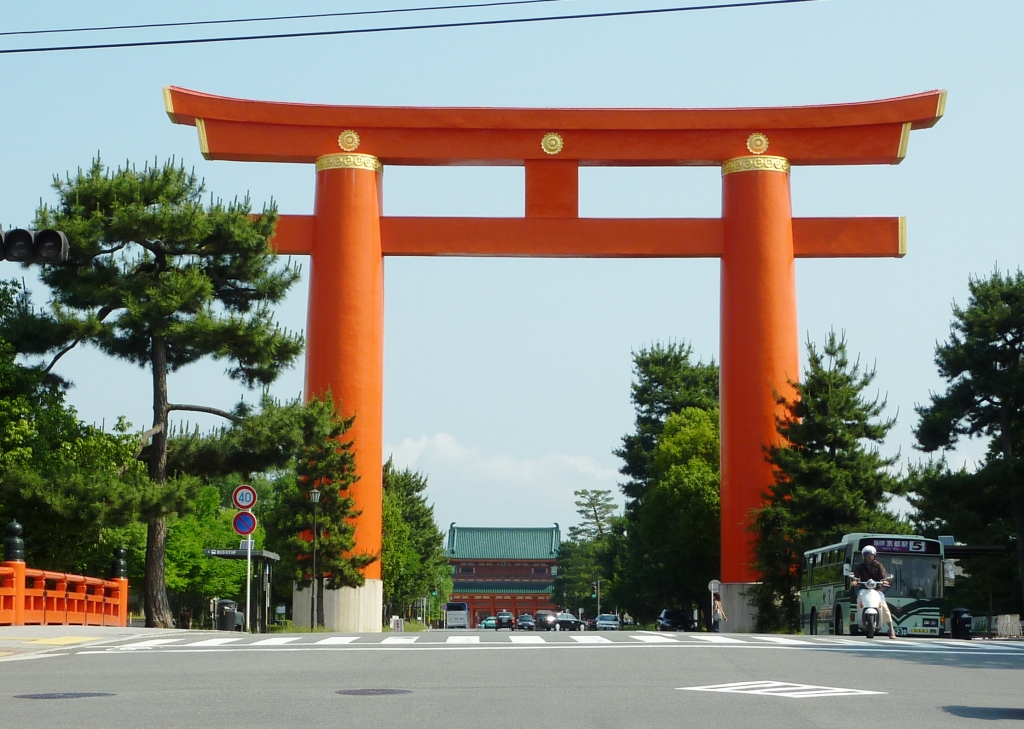
平安神宮 大鳥居
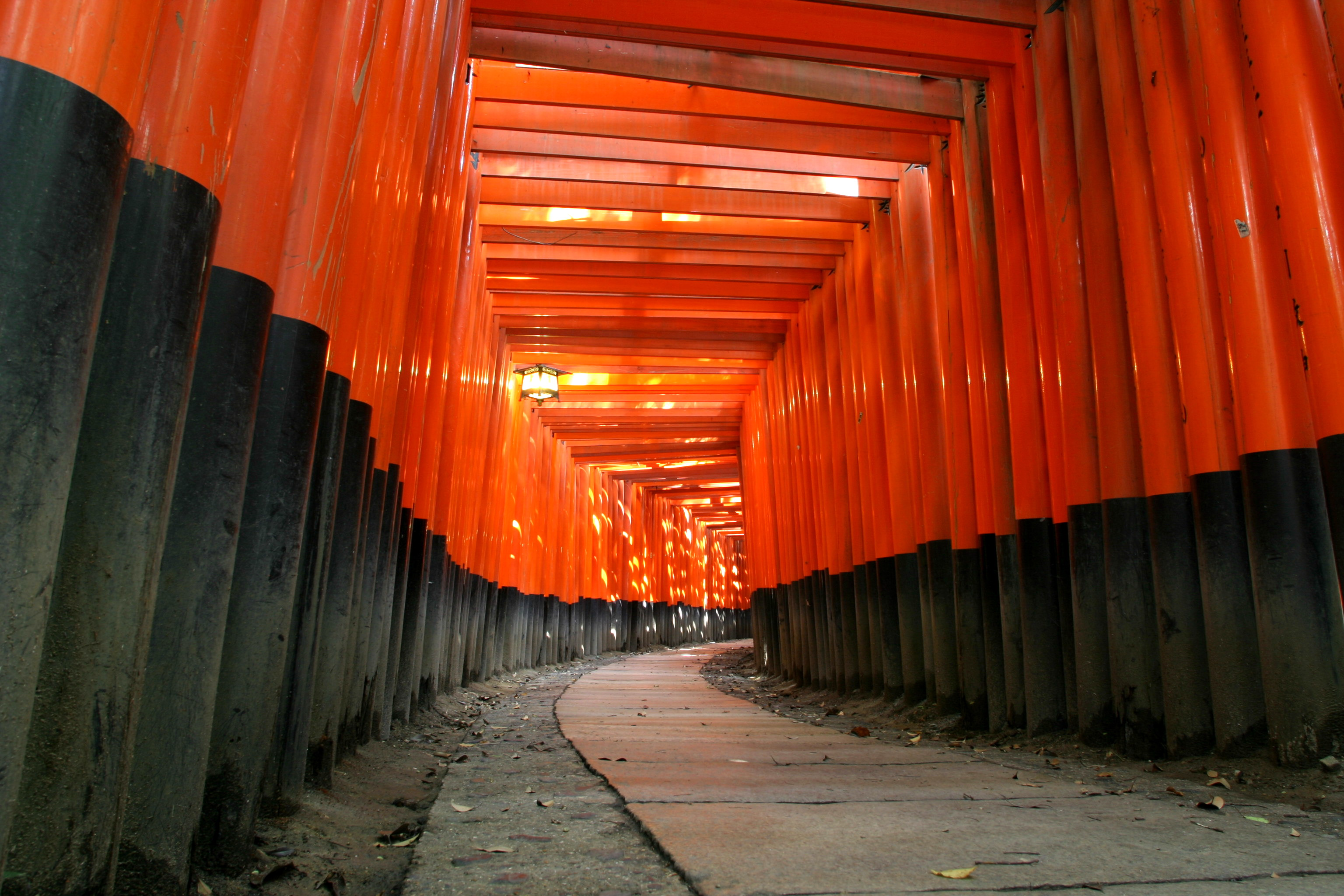
伏見稲荷大社 千本鳥居
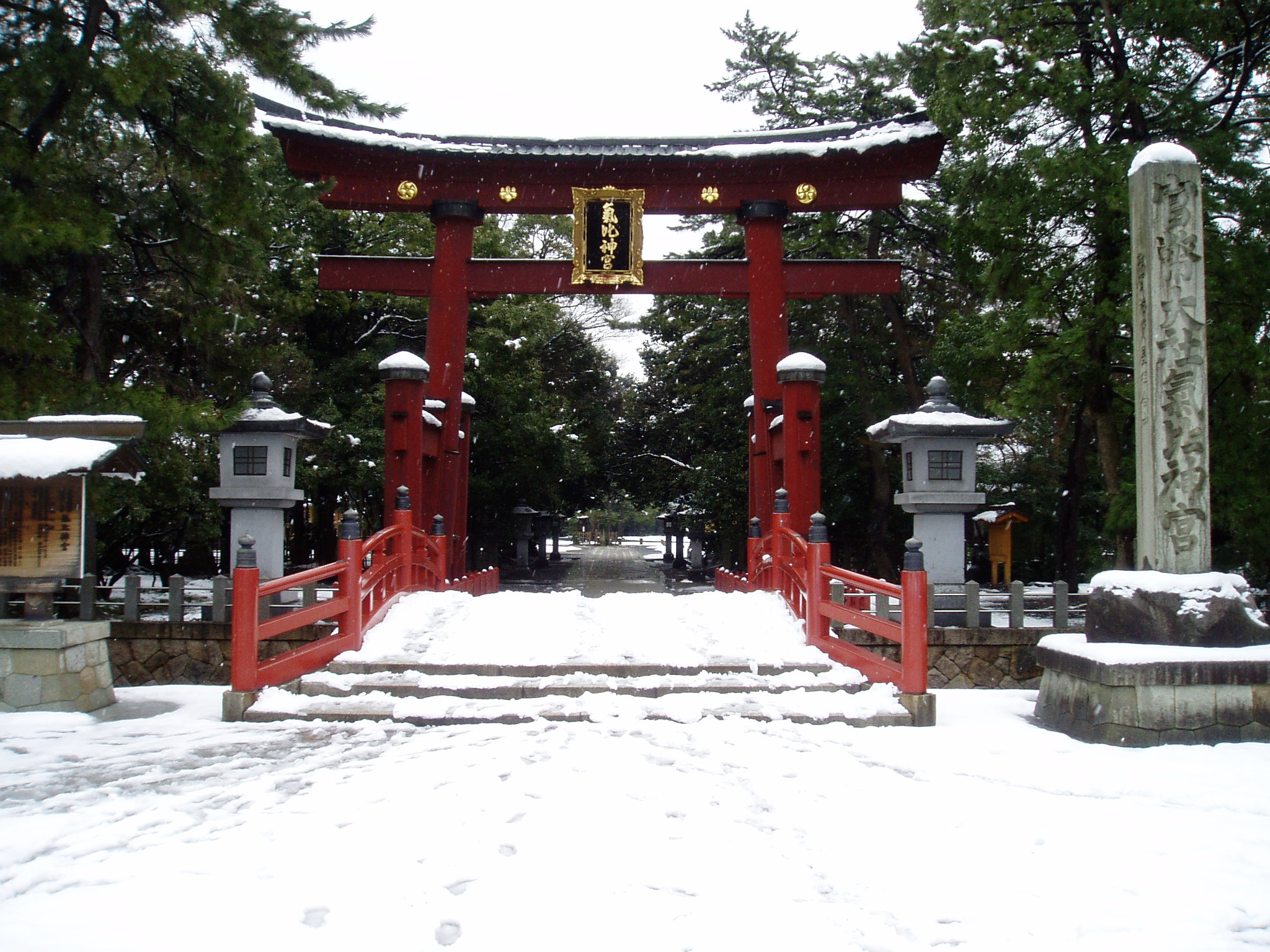
敦賀市氣比神宮 大鳥居
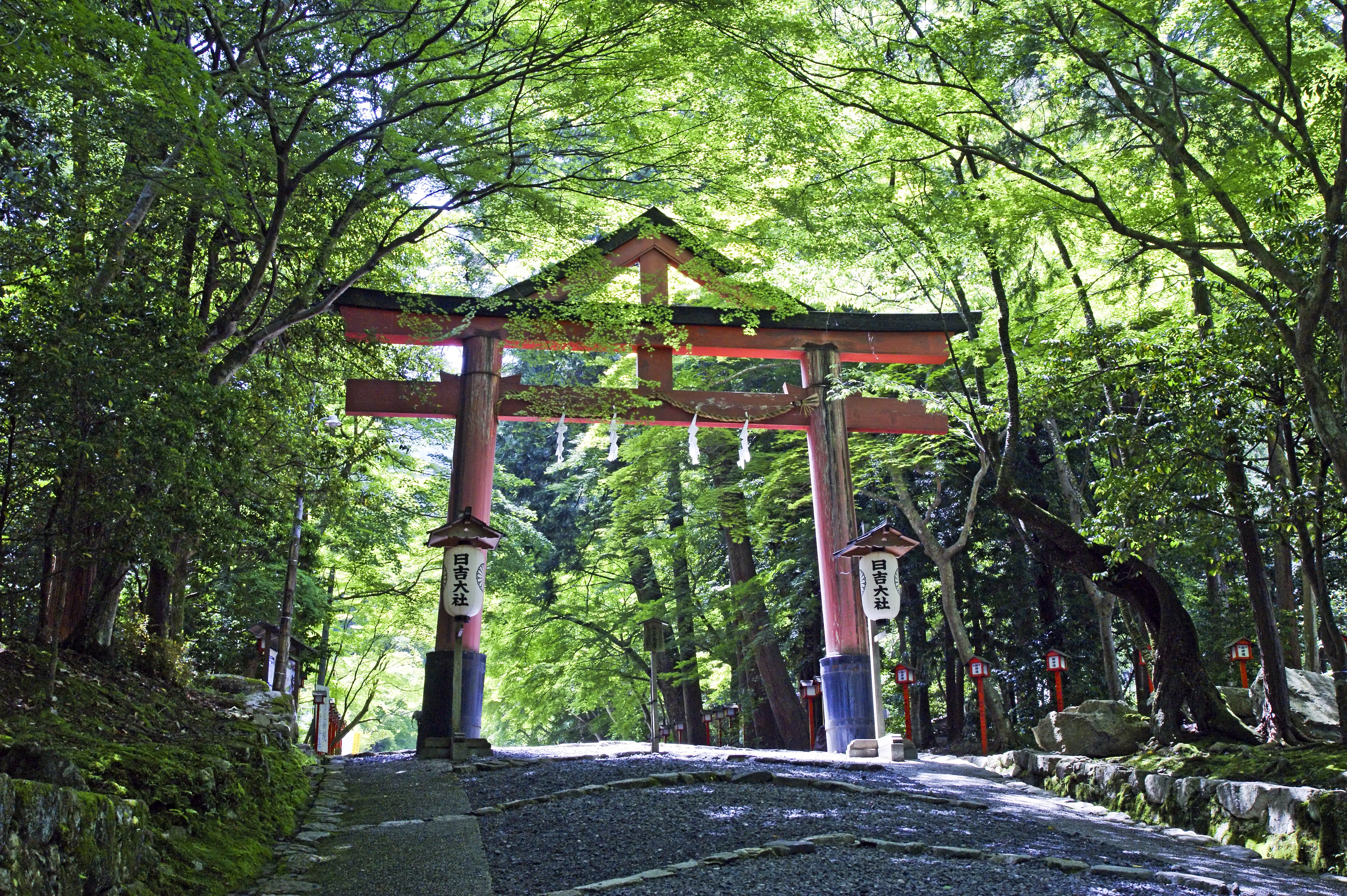
山王鳥居（日吉大社）
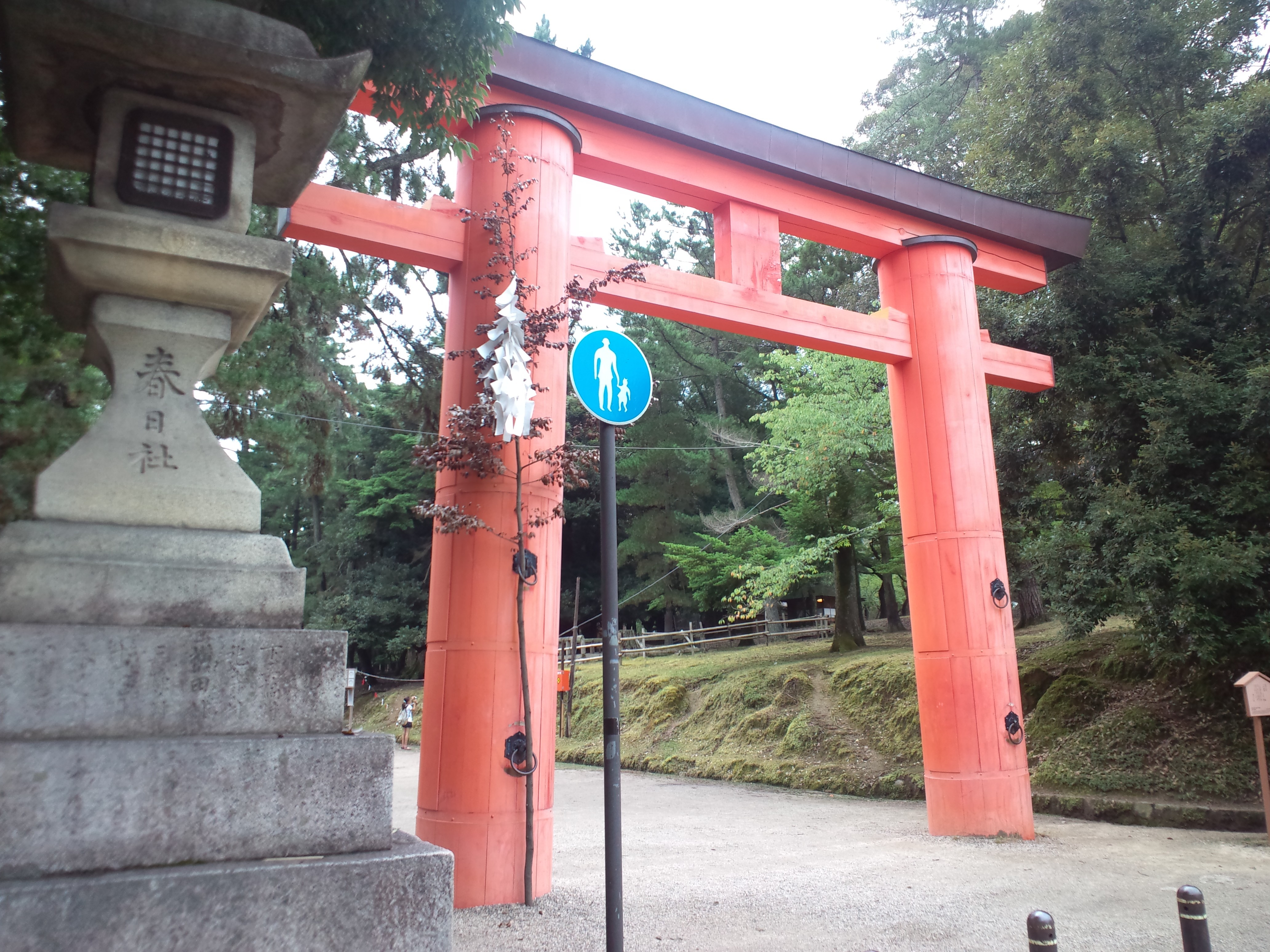
春日大社一の鳥居
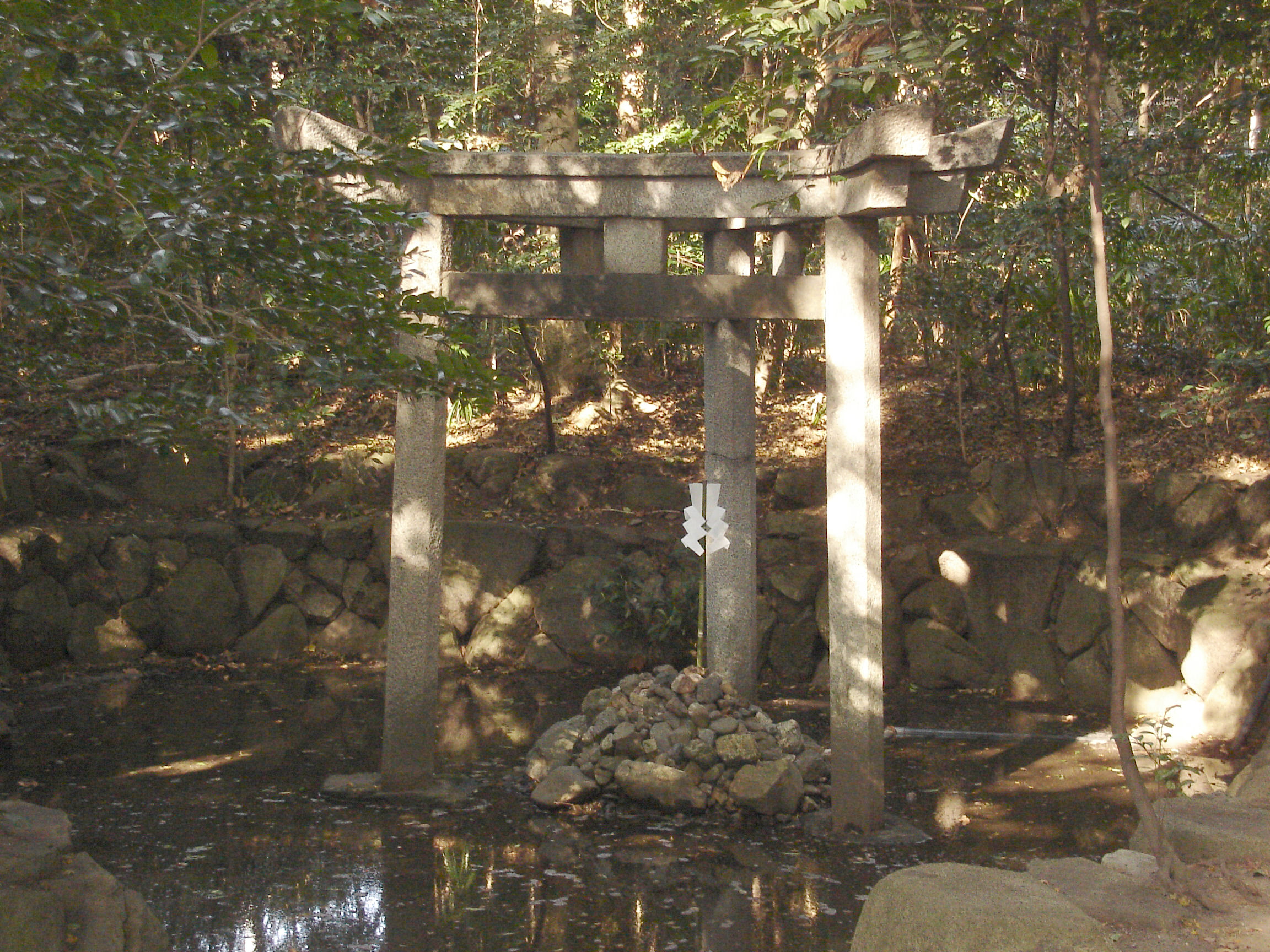
三柱鳥居（木嶋神社）
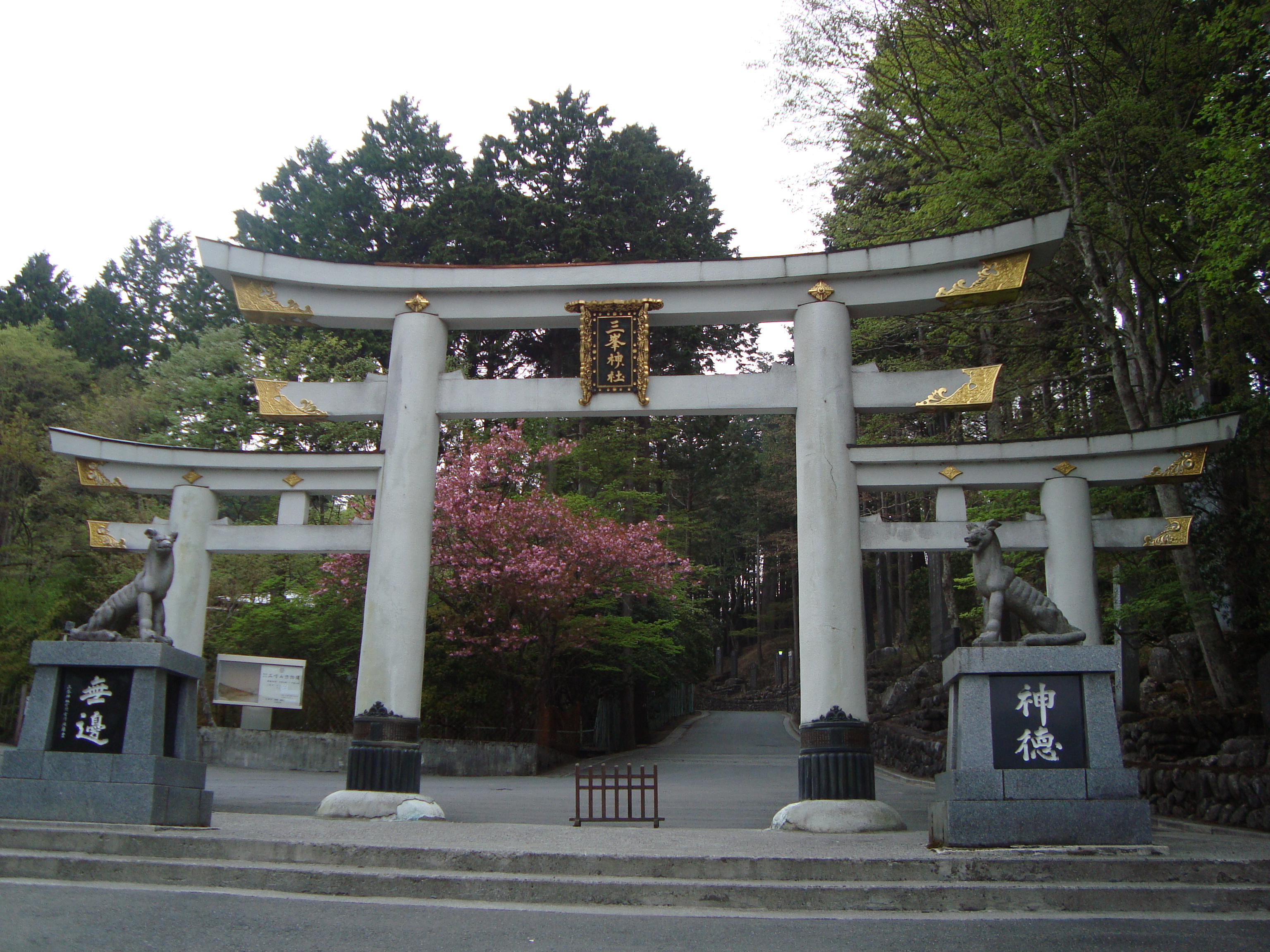
三ツ鳥居（三峯神社）
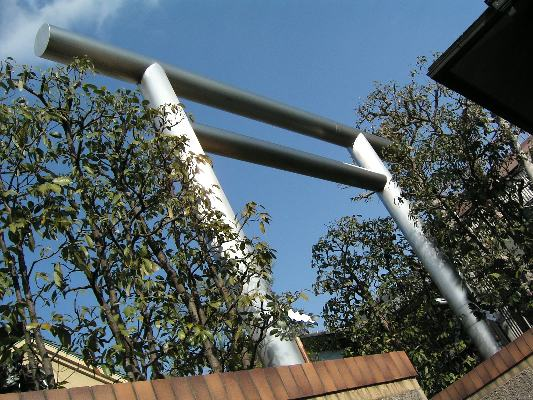
ジュラルミン鳥居（飛行神社）
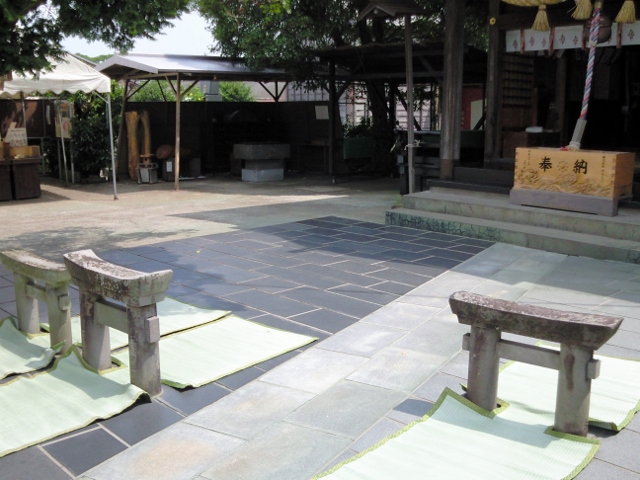
粟嶋神社 (宇土市) ミニ鳥居
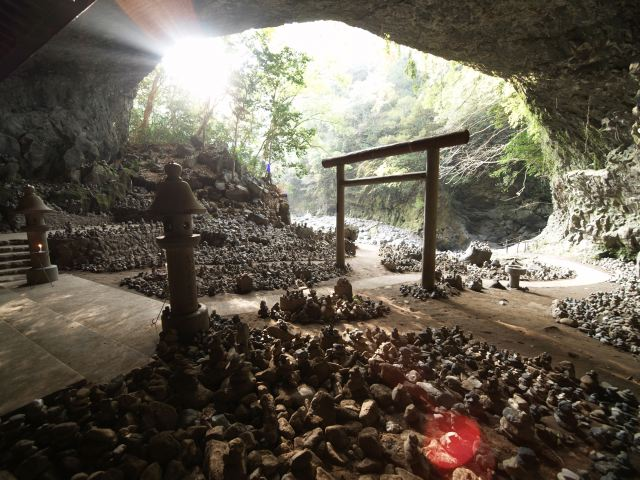
天安河原宮の神明鳥居（天岩戸神社）
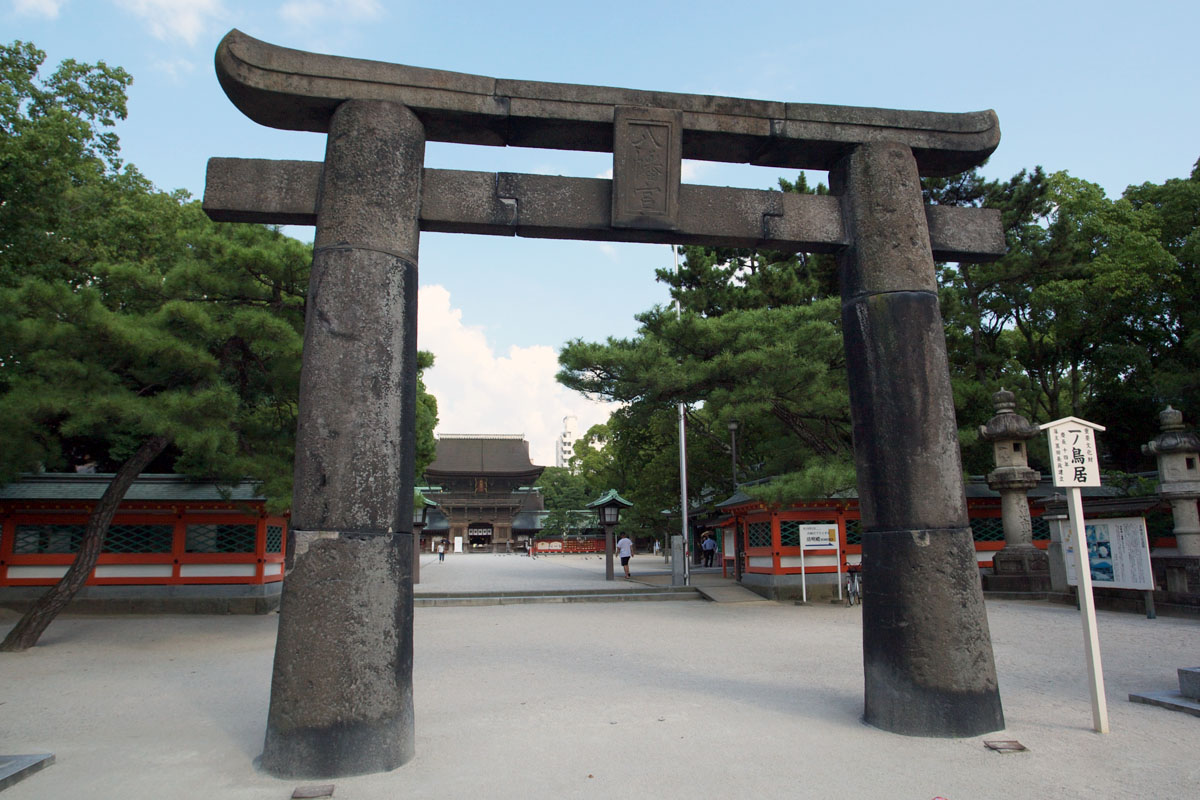
福岡県 筥崎宮。主に佐賀県を中心に周辺地域で多く見られる肥前鳥居。柱、笠木、島木、貫とも三本継で、柱は下部ほど太くなり、笠木と島木は一体化し両端が流線型となっている。
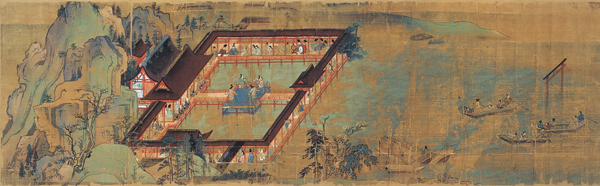
『一遍聖絵』正安元年 (1299年)
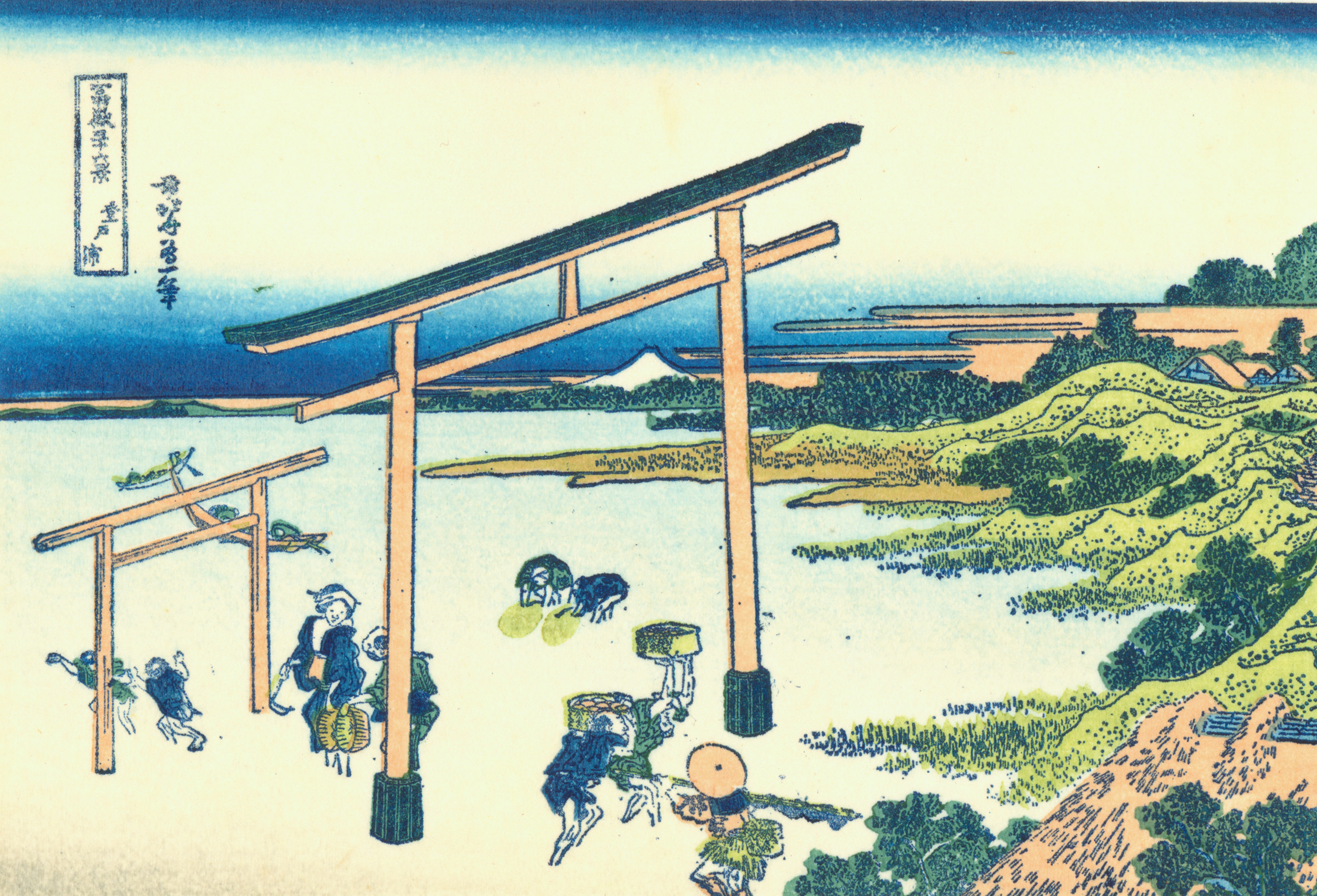
葛飾北斎『冨嶽三十六景 登戸浦』文政6年 (1823年)
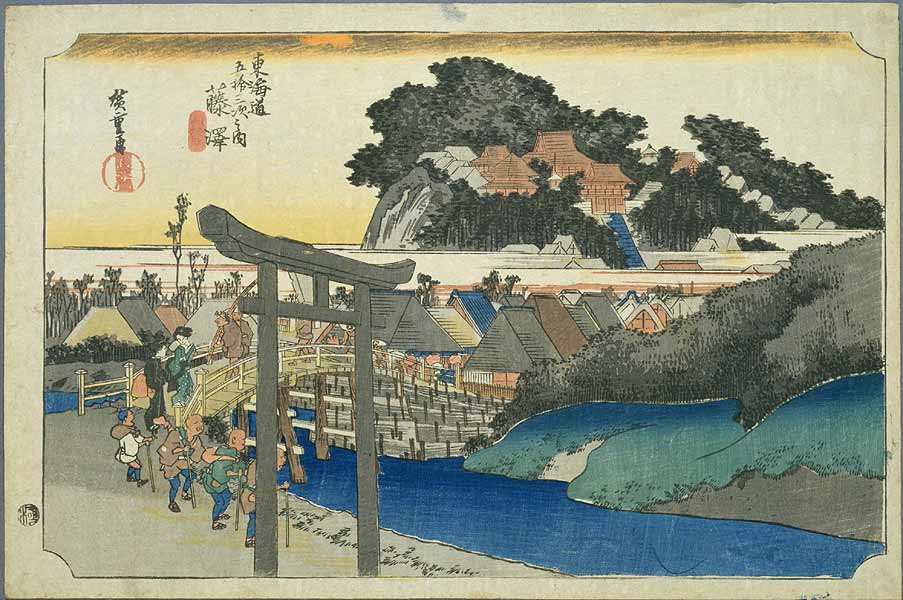
歌川広重『東海道五十三次 藤沢宿』天保4年 (1833年)
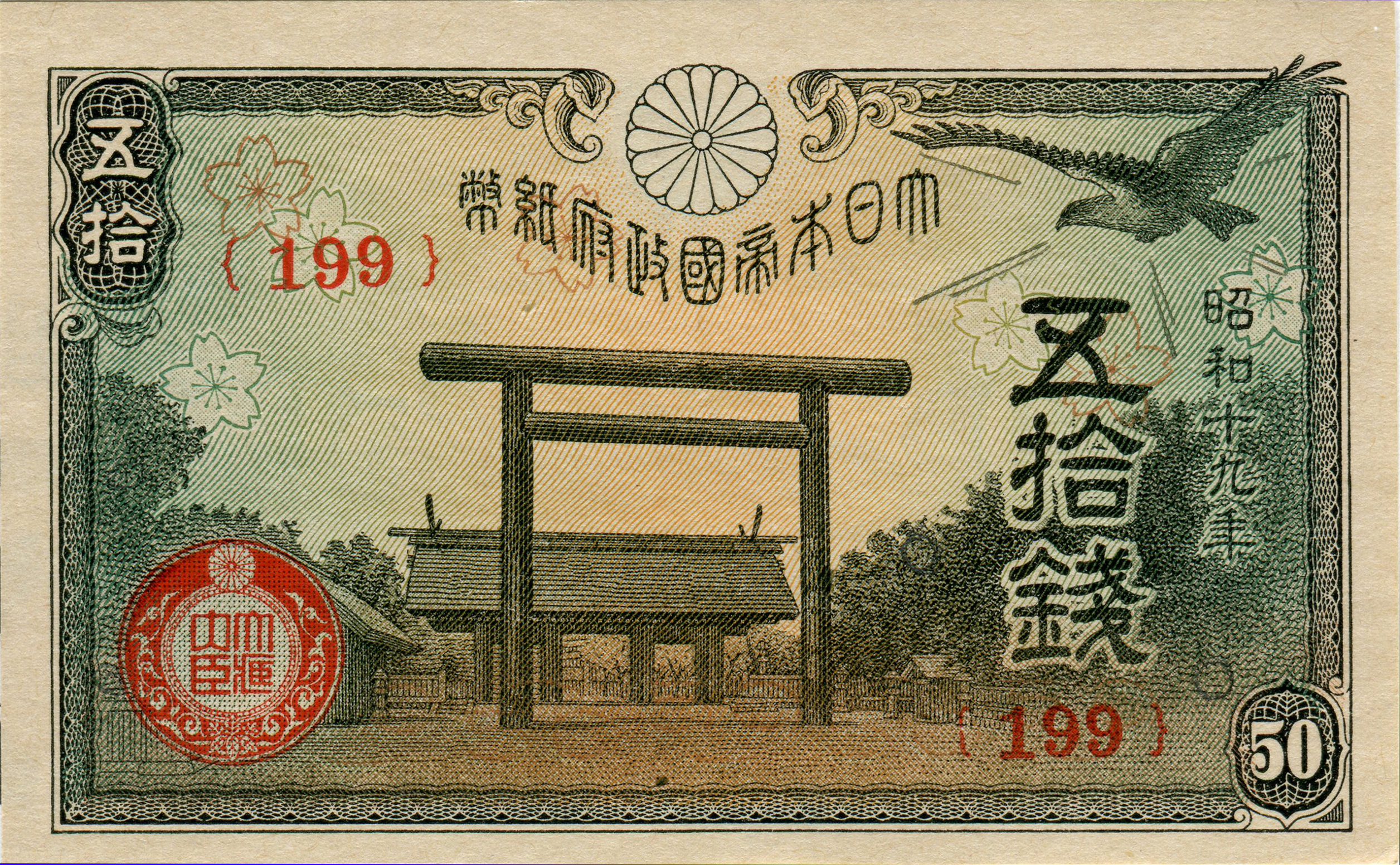
昭和19年発行の50銭紙幣(靖国神社)
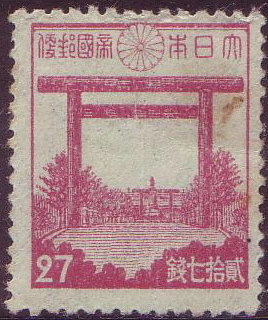
昭和20年発行の27銭普通切手(靖国神社)
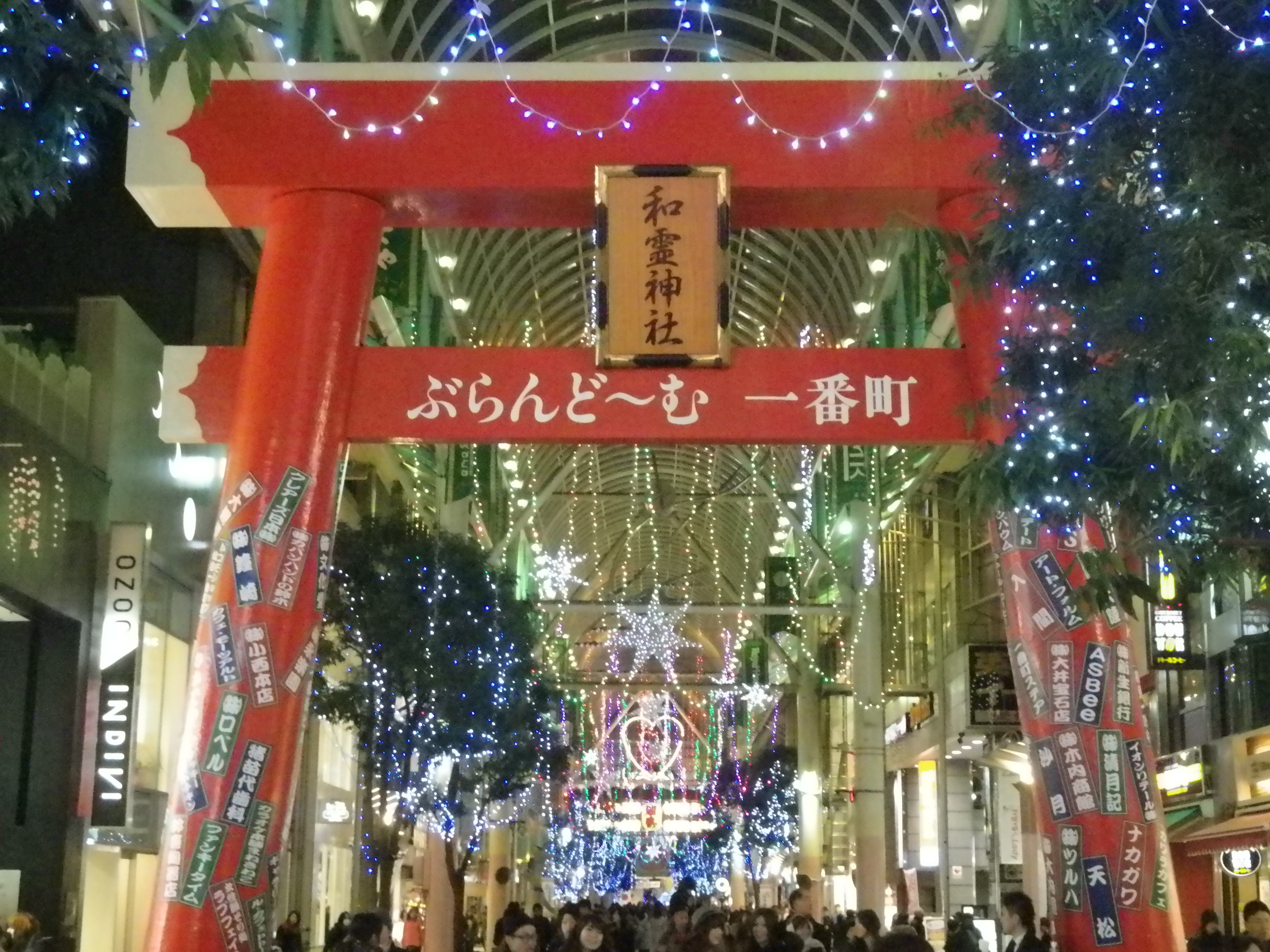
仙台市・一番町アーケード街に12月〜1月に設置される仮設鳥居。周囲にはイルミネーション、仙台初売りの仙台四郎の幟なども飾られ、キリスト教・神道・民間信仰が同居する。
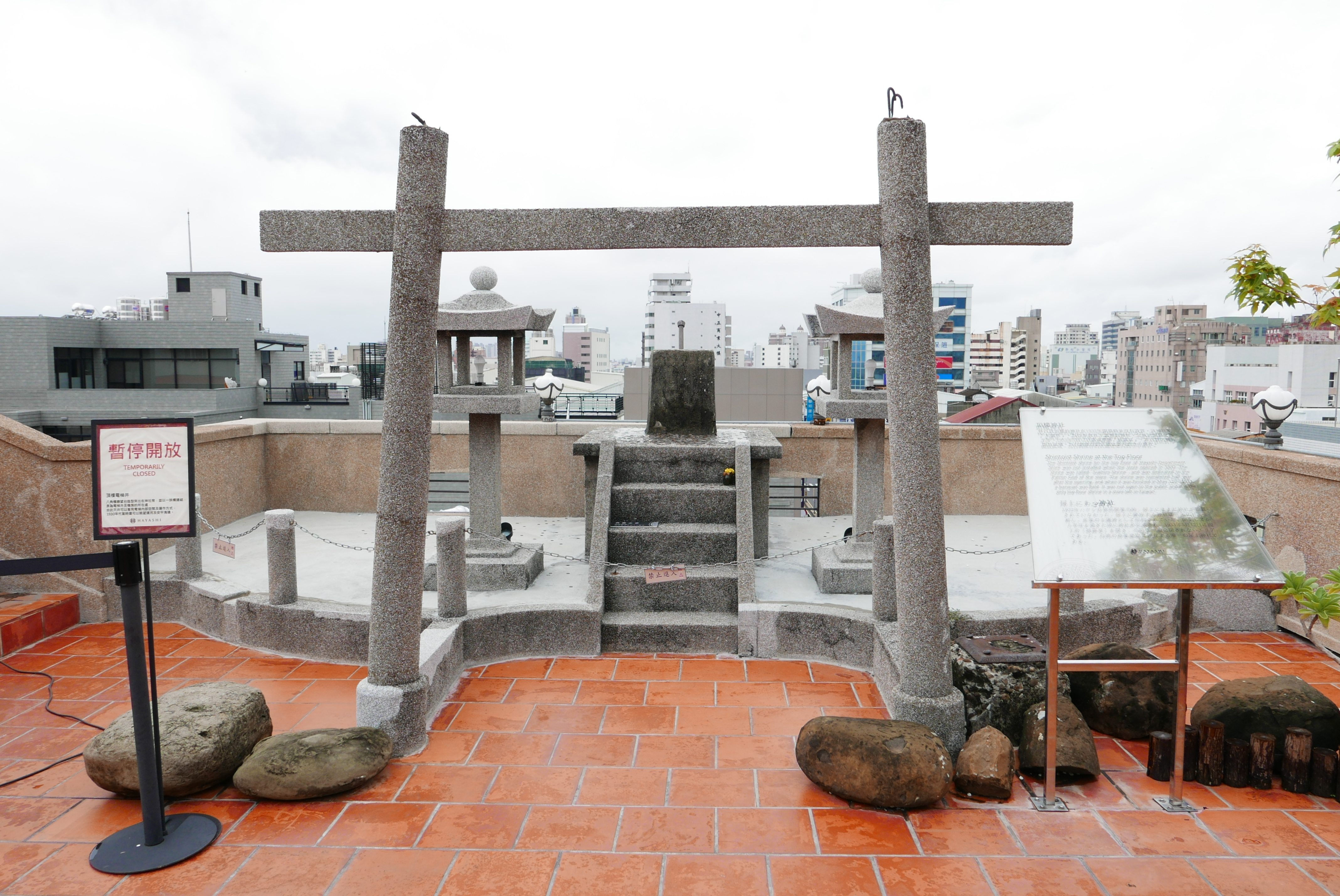
林百貨店屋上の鳥居（台湾・台南市、一部破損のまま保存）
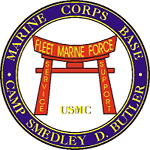
キャンプ・バトラー
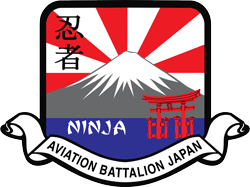
アメリカ陸軍航空隊日本

## 日本の住民生活内の鳥居
飼い主と散歩中の犬によるマーキングや人による立ち小便を抑止する目的で、塀などに小さな鳥居風の置物を取り付けたり、鳥居風の図を描いたりする事例が見られる。神聖な物に小便をすると罰が当たるという宗教心理を利用した。山口県ではごみのポイ捨て（不法投棄）をすると貧乏神に取り憑かれるとの戒めを込めて、貧乏神神社の鳥居を道路沿いに設置する例が見られる。

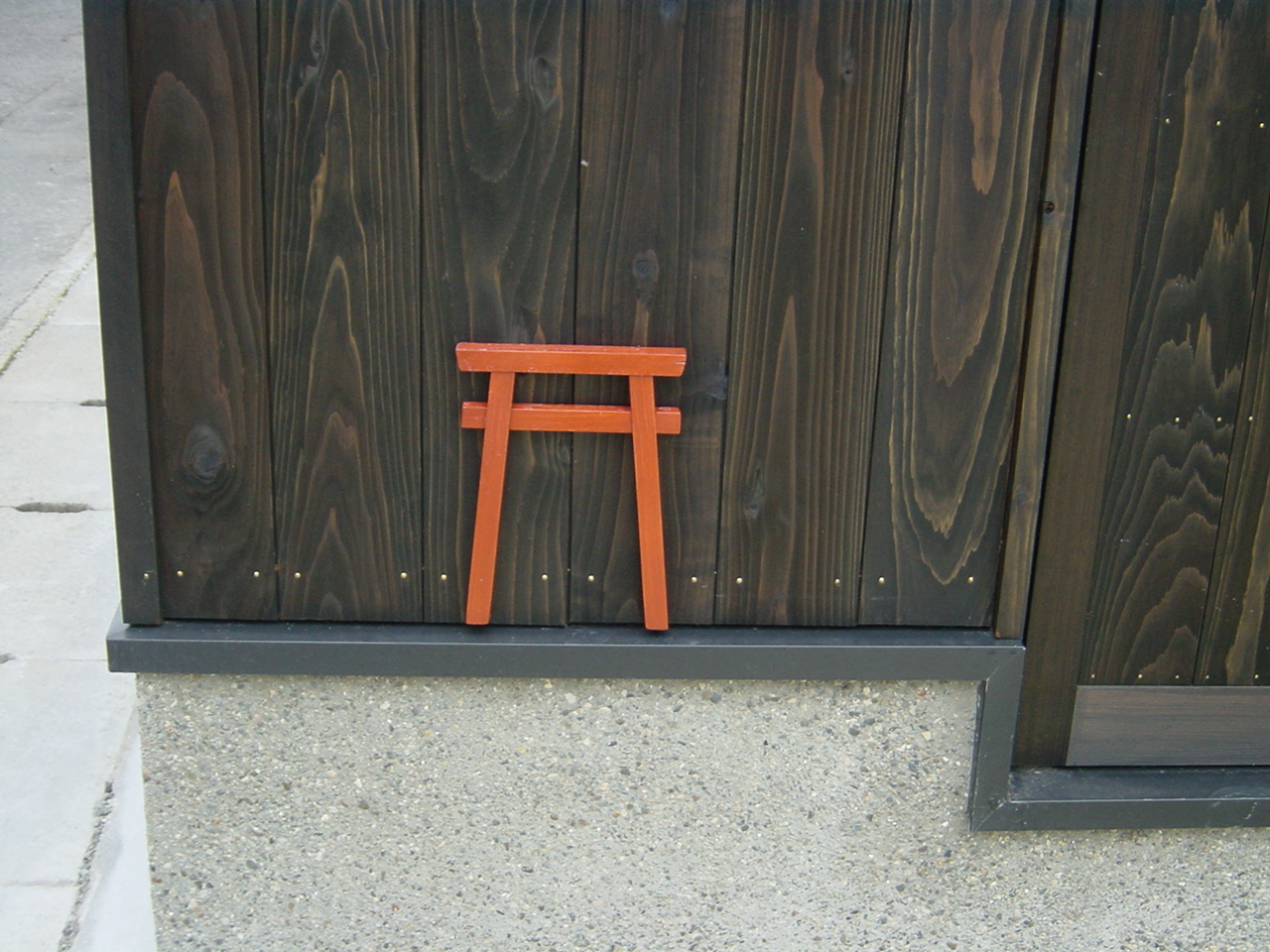
置物の例
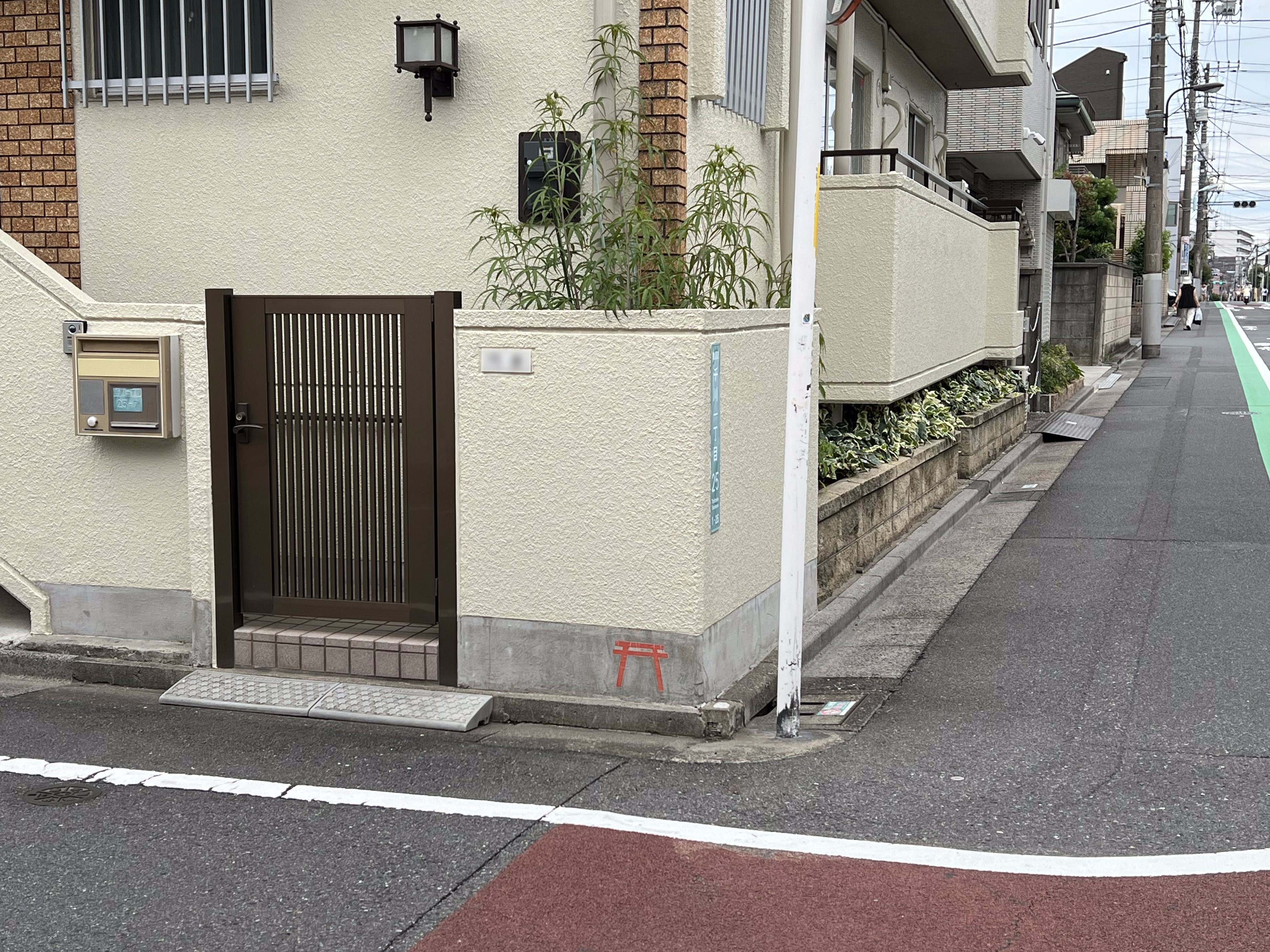
ペイントの例

## 日本での法規制

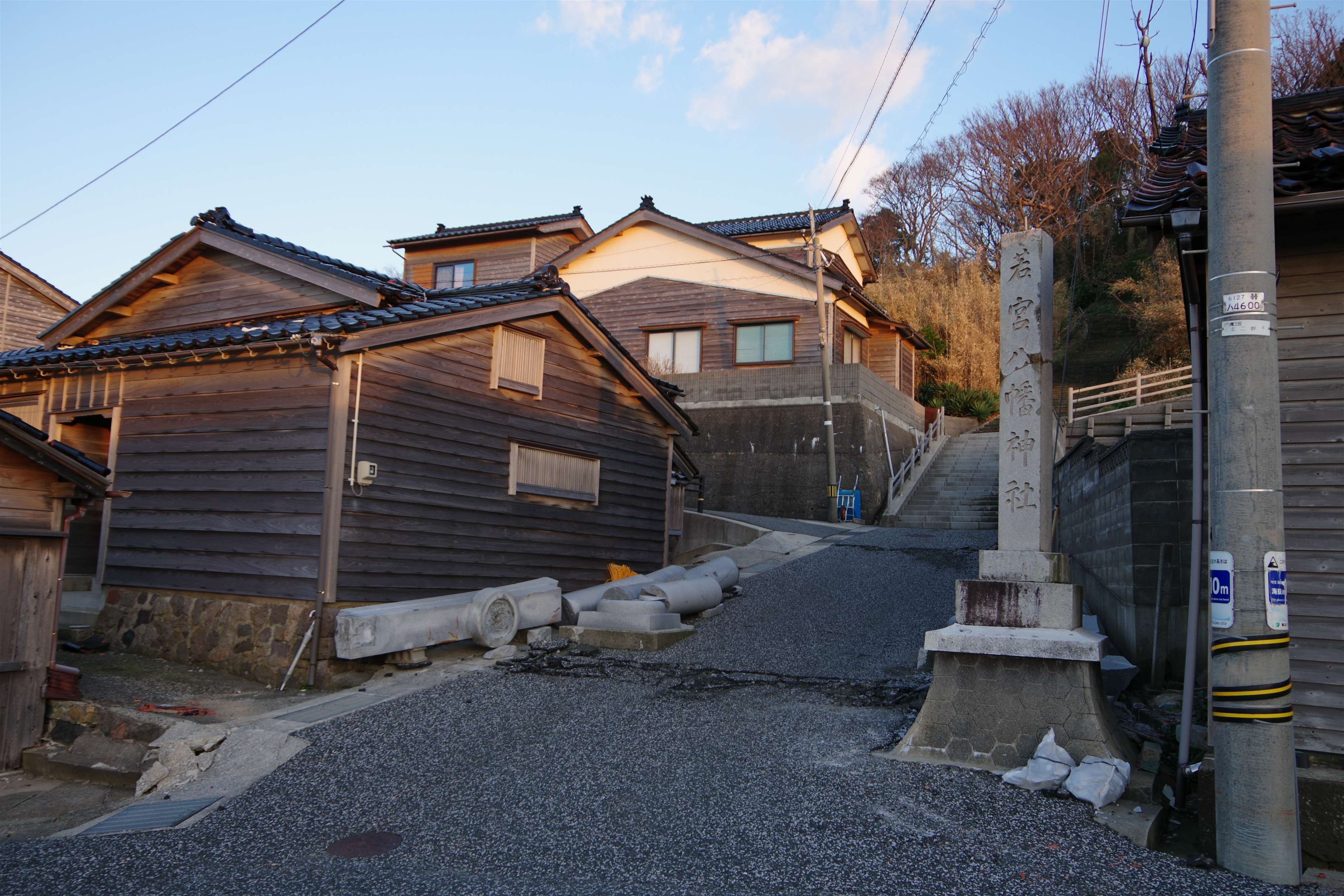
2024年の能登半島地震によって倒壊した、石川県輪島市黒島地区の若宮八幡神社の鳥居。

地震によって鳥居が倒壊する事故も各地で発生しているが、現在、鳥居については建築基準法などに明文の規定は無い。2022年の朝日新聞の調査によれば、鳥居を、建築基準法施行令138条の、（1）「高さ15メートルを超える鉄筋コンクリート造の柱、鉄柱、木柱その他これらに類するもの（旗ざおを除く。）」（22道県）、あるいは（2）「高さ4メートルを超える広告塔、記念塔その他これらに類するもの」（16府県）の項目に当てはめている場合もあれば、「事例に応じ検討」が9府県ある。